# Château d'Amboise
Pour les articles homonymes, voir Amboise (homonymie).
Le château royal d'Amboise ne doit pas être confondu avec l'hôtel d'Amboise, situé à Blois (Loir-et-Cher).
 (décembre 2010).
Si vous disposez d'ouvrages ou d'articles de référence ou si vous connaissez des sites web de qualité traitant du thème abordé ici, merci de compléter l'article en donnant les références utiles à sa vérifiabilité et en les liant à la section « Notes et références ».

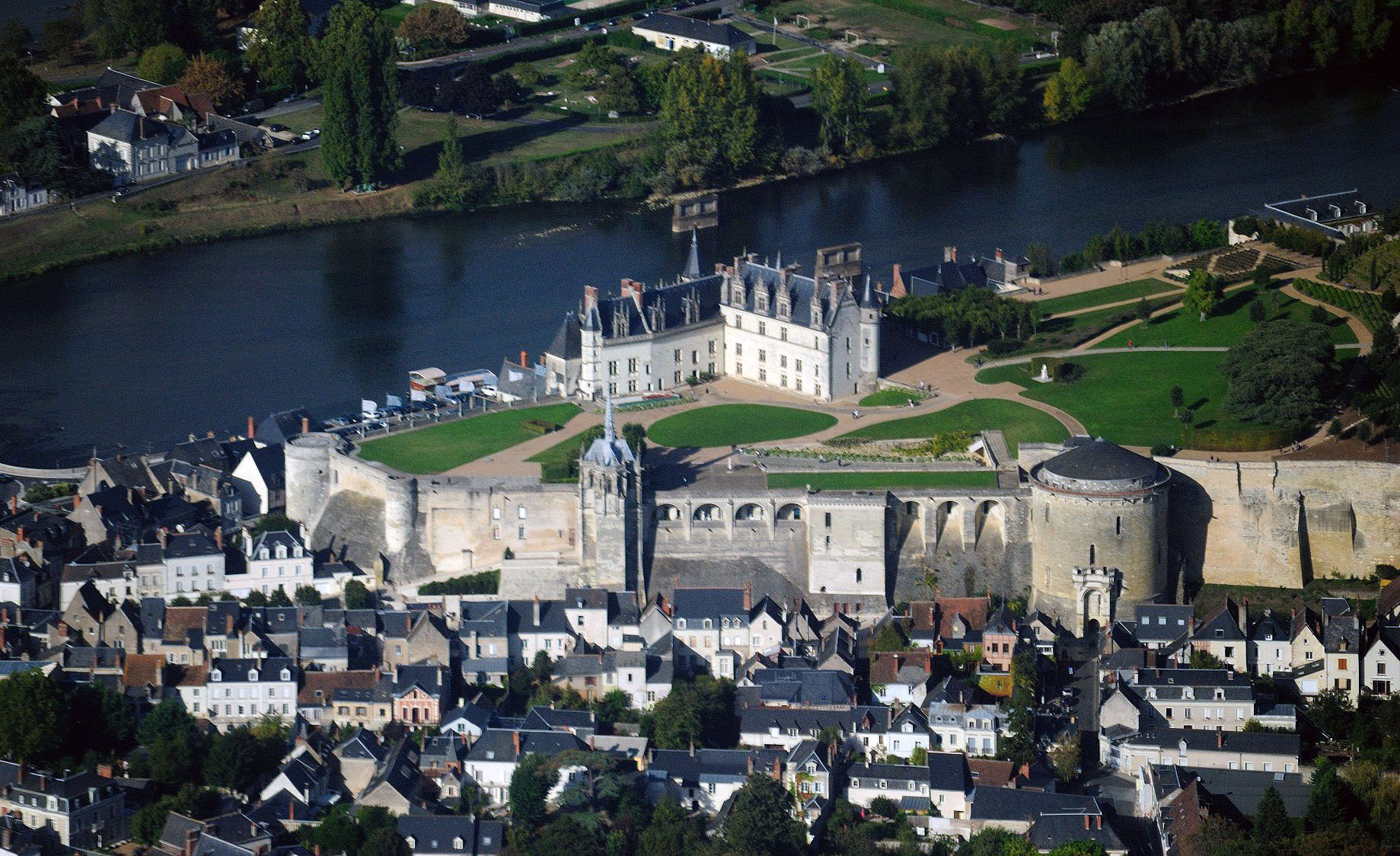
Vue d'ensemble du château.

Le château royal d'Amboise est une ancienne résidence des rois de France surplombant la Loire, à Amboise, en Indre-et-Loire. Il fait partie des châteaux de la Loire.
Avant d'être rattaché à la couronne en 1434, le château appartenait, depuis plus de quatre siècles, à la puissante maison d'Amboise. Pendant la Renaissance, il sert de résidence à plusieurs rois notamment Charles VIII, Louis XII ou encore François Ier.
Il a été partiellement détruit après la Révolution. Du projet de Charles VIII subsistent toutefois le logis royal, la chapelle Saint-Hubert où reposent les restes présumés de Léonard de Vinci, les terrasses et les tours cavalières qui donnent au monument cette silhouette si singulière.
Le château d'Amboise fait l’objet d’un classement au titre des monuments historiques par la liste de 1840.

## Historique

### Antiquité et haut Moyen Âge
Le château d'Amboise se situe sur l'éperon terminal du plateau des Châtelliers, espace délimité par les vallées de la Loire et de l'Amasse. Le site est occupé depuis la Préhistoire. Une agglomération y est implantée à la fin de l'âge du fer. Elle s'y développera jusque durant la période romaine. Il s'agit d'un oppidum de 50 ha, fermé par un rempart en terre. L'agglomération romaine constitue la continuité de cet établissement. Les fouilles archéologiques montrent qu'elle est occupée au moins du IIe jusqu'au IVe siècle selon les écrits de Sulpice Sévère.
En 504, Clovis Ier, roi des Francs, et Alaric II, roi des Wisigoths, se rencontrent sur l’Île d'Or (Saint Jean). Peu après, les Francs battent les Wisigoths, à la bataille de Vouillé, en 507. Ces derniers abandonnent alors la Loire et se replient vers le sud.
En 853, lors des invasions normandes, la ville d'Amboise est pillée une première fois, puis une seconde fois plus gravement en 877-878. Le castellum est incendié. Une nouvelle fois, comme les habitants n'ont pu assurer eux-mêmes leur défense, la décision s'impose au pouvoir central de désigner un responsable.
En accord avec les rois des Francs Charles II le Chauve (843-877) et Louis II le Bègue (877-879), Adalard, archevêque de Tours (875-890), dont la famille contrôle Amboise, confie la garde de la place à deux de ses parents : le comte Ingelger, époux de sa nièce Adelais, et Sulpice Ier de Buzançais. Ingelger relève les fortifications de la ville.
Aux abords du Xe siècle, Amboise est la place la mieux protégée de tout l'Ouest de la France.
Au début du XIIe siècle, les seigneurs d'Amboise prennent le contrôle complet de la ville et de toutes ses forteresses.
Le château d'Amboise se caractérise par une très bonne sécurité. Charlotte de Savoie y possède une riche bibliothèque comptant un grand nombre de livres,,. Le château devient ainsi progressivement la résidence ainsi que le lieu d'éducation des princes et des princesses de France.

### Forteresse royale
En 1431, Louis d'Amboise, l'un des membres de la famille seigneuriale, participe à un complot contre Georges Ier de La Trémoille, favori de Charles VII. Démasqué, il est d'abord condamné à mort avant d'être gracié. Son château en revanche lui sera confisqué en 1434. Dès lors, Amboise entre dans le domaine royal et devient rapidement une demeure royale.
En 1433, le roi Louis est au château de Loches pour son éducation ; il peut trouver refuge à Amboise en cas de menace des alliés des Bourguignons, lors de la guerre civile entre Armagnacs et Bourguignons.
Le 7 octobre 1461, Louis XI vient y saluer sa mère, Marie d'Anjou, après son sacre à Reims. Elle demeurait désormais en Poitou afin que la reine Charlotte de Savoie et leur fille Anne de France puissent s'y installer.
Louis XI y fait ensuite élever son propre fils (le futur Charles VIII). Étant né en 1470 au château, le dauphin Charles apprécie Amboise et en fait sa demeure de prédilection. Il y est élevé sous la garde d'un seigneur de Touraine, Jean Bourré.
Louise de Savoie, son fils François Ier et Marguerite d'Autriche, y furent également éduqués.

### Résidence royale
Charles VIII (1483-1498) y est élevé et, devenu roi, en fait un véritable palais. Il y fait les premières constructions marquantes dès le début de son règne, et entreprend de profondes modifications de 1492 à 1498 :
- la chapelle Saint-Hubert ;

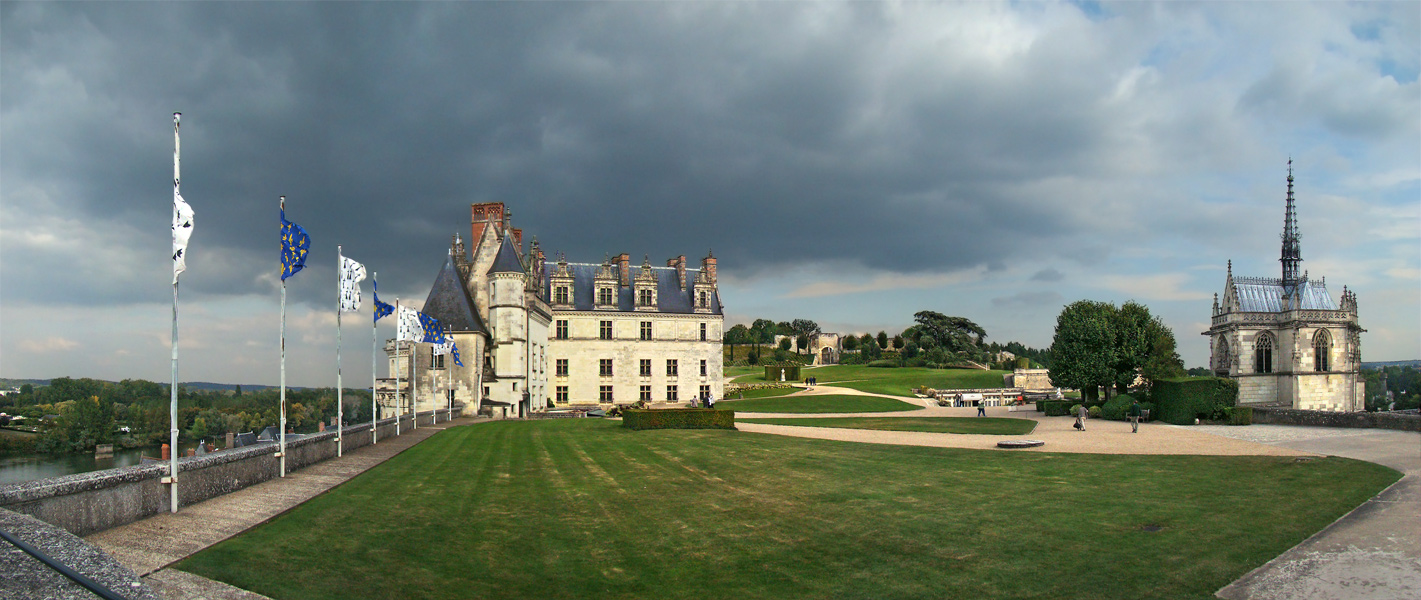
Panorama de la terrasse.

- l'aile, dite « Charles VIII », également de style gothique flamboyant, comprenant les logis du Roi et de la Reine ;
- les deux tours cavalières (tour des Minimes et tour Heurtault) ;
- un parc est aménagé sur la terrasse ; on comptera plus tard un buste de Léonard de Vinci et un mémorial musulman pour les accompagnants d'Abd El Kader morts à Amboise durant sa captivité.

La construction fut supervisée par Raymond de Dezest, bailli d'Amboise, avec l'aide de trois maîtres des œuvres : Colin Biart, Guillaume Senault et Louis Armangeart assistés des maîtres Jacques Sourdeau et Pierre Trinqueau. Plus de 250 maçons travaillaient en permanence sur ce chantier.
Charles VIII meurt à Amboise d'une hémorragie cérébrale après s'être violemment heurté la tête à un linteau de pierre d'une porte basse de la galerie Hacquelebac, le 7 avril 1498.
Louis XII (1498-1515), son cousin et successeur, y fait construire une seconde aile, perpendiculaire à l'aile Charles VIII, dans le style renaissance. Il cède le domaine à Louise de Savoie, qui y élève ses deux enfants, Marguerite et François.
Sous François Ier (1515-1547), la Cour réside encore souvent au château royal (notamment les huit premiers mois de 1518) mais ses séjours vont peu à peu s'espacer. Bien que la construction continue, avec l'achèvement de la tour Heurtault et le réaménagement de l'aile Louis XII, le roi va préférer d'autres demeures comme les châteaux de Chambord, de Blois ou de Fontainebleau.

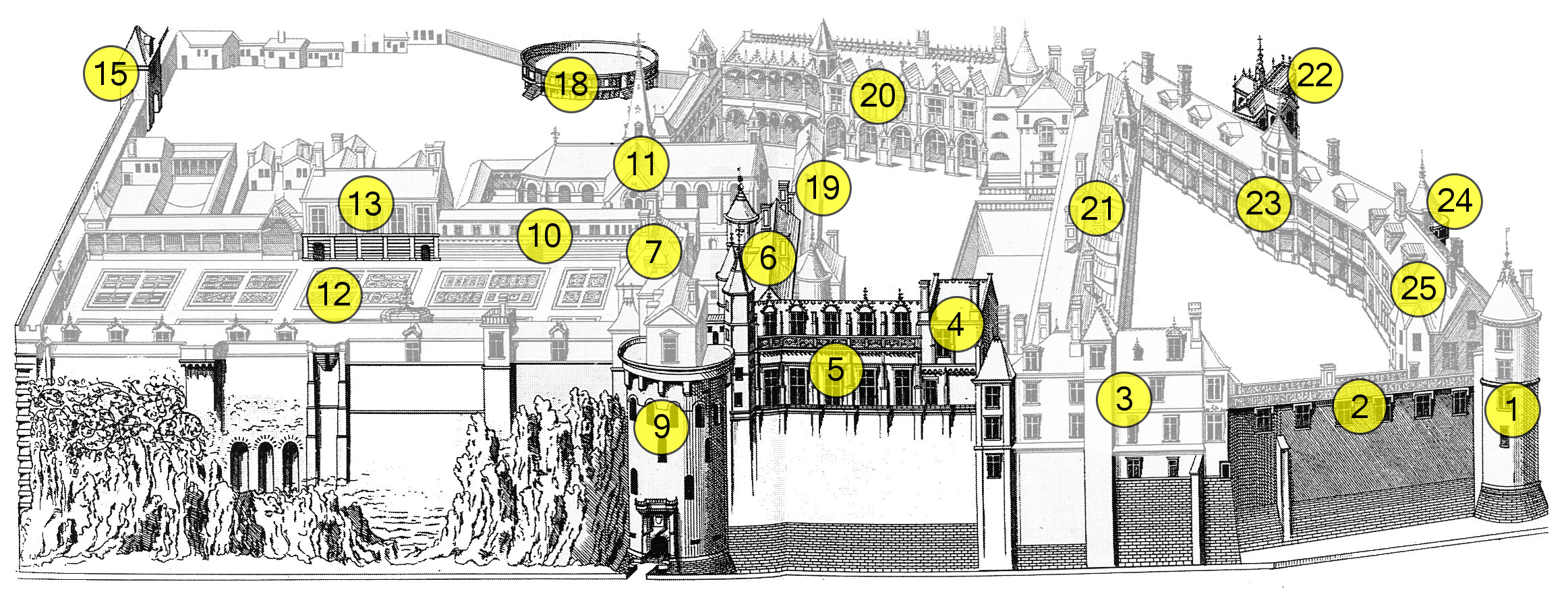
Le château avant son démantèlement, gravé par Jacques Androuet du Cerceau, avant 1579. Les parties grisées n'ont pas été conservées. 1) Tour Garçonnet 2) Galerie et terrasse 3) Tour-logis 4) Pavillon 5) Aile de 6) Aile 7) Aile 9) Tour des Minimes 10) Orangerie 11) Collégiale Saint-Florentin 12) Jardin Renaissance 13) Manège militaire 15) Porte du lion 18) Tour Heurtault 19) Aile de liaison 20) Maison des sept vertus 21) Fossé logis 22) Chapelle saint Hubert 23) Logement de 24) Tour Pleine 25) Logis ouest.

Il invita néanmoins Léonard de Vinci à séjourner à Amboise dans le Clos Lucé, situé près du château. Un souterrain, permettant la communication entre les deux sites, aurait été percé : ceci est une légende et les dernières fouilles archéologiques l'ont bien démontré. Le grand peintre mourut en 1519 à Amboise et fut inhumé premièrement dans la collégiale Saint-Florentin, conformément à ses dernières volontés. L'édifice est détruit en 1807 puis fouillé en 1863 par l'homme de lettres Arsène Houssaye.
Henri II (1547-1559), son fils, continue l'agrandissement de l'édifice en ordonnant la construction de nouveaux bâtiments sur la partie Est.
En 1560, sous le règne éphémère de François II (1559-1560), le château fut le théâtre de la conjuration d'Amboise, prélude aux guerres de Religion. Catherine de Médicis y signe un traité de paix, le 19 mars 1563, pour mettre fin à la guerre de religion opposant le prince de Condé, chef des protestants, et Anne de Montmorency, chef de l'armée catholique.

### Déclin, confiscation puis restauration
À partir d'Henri III (1574-1589), les séjours royaux se firent de plus en plus rares. Sous Louis XIII le château se transforme alors en prison de luxe pour les grands personnages de l'État, tels César de Bourbon, duc de Vendôme, et son frère Alexandre de Vendôme, prieur de l'ordre de Saint-Jean de Jérusalem, internés tous deux pour avoir participé à la Conspiration de Chalais contre le cardinal de Richelieu, en 1626.
Le château passe ensuite à Gaston de France, duc d'Orléans, frère de Louis XIII. Celui-ci y effectue quelques démolitions dans les années 1660.
Louis XIV (1643-1715) le confisque et lui redonne son rôle de prison. Le roi y fait enfermer Nicolas Fouquet et Antonin Nompar de Caumont, duc de Lauzun.
Devenu propriété d'Étienne-François de Choiseul (1719-1785), duc de Choiseul au XVIIIe siècle, celui-ci l'abandonne vers 1760 au profit de Chanteloup, à quelques kilomètres au sud d'Amboise.
Après son décès, les domaines d'Amboise et de Chanteloup sont rachetés par Louis-Jean-Marie de Bourbon (1725-1793), duc de Penthièvre.
À sa mort, ils deviennent domaines nationaux et l'État devient propriétaire.
Une grande partie du château est démolie sous le Premier Empire, lorsque Napoléon Ier offrit le château, déjà en mauvais état, à l'ex-consul Roger Ducos lequel, n'ayant pas les moyens de restaurer l'ensemble, préféra détruire les deux tiers du bâtiment (la collégiale Saint-Florentin et le logis des reines notamment), entre 1806 et 1810.
Louis-Philippe hérita du château par le biais de sa mère. Il dégagea les anciens remparts en faisant détruire les maisons attenantes et redécora l'aile Louis XII.
L'État en redevient propriétaire à la suite de la Révolution de 1848.
En 1848, à la suite d'un traité de reddition non respecté par les autorités françaises, l'émir Abd El-Kader et une centaine de compagnons y furent placés en captivité, avant d'être libérés par Napoléon III, le 16 octobre 1852.

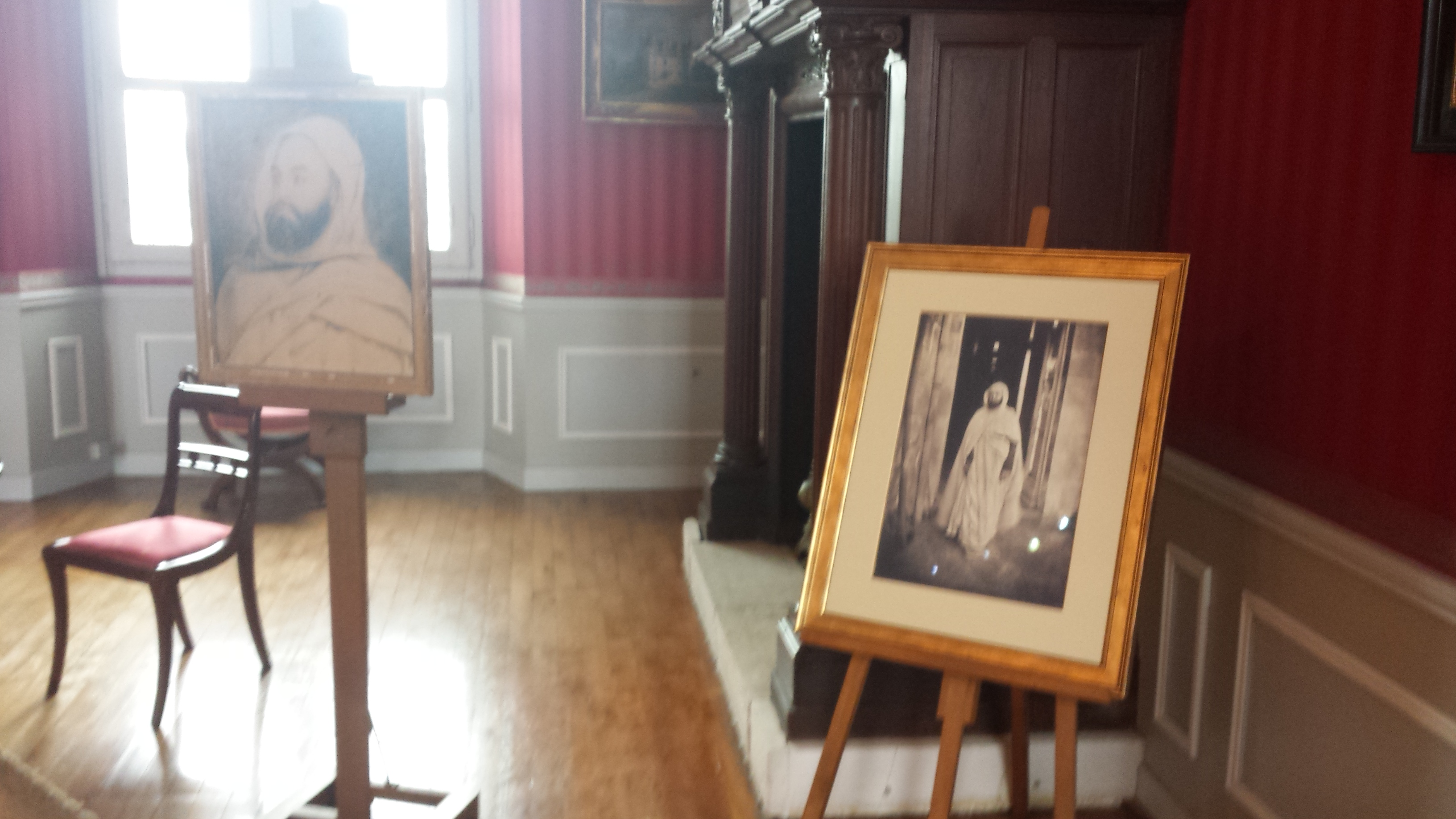
Portrait d'Abd El-Kader dans le salon de musique.
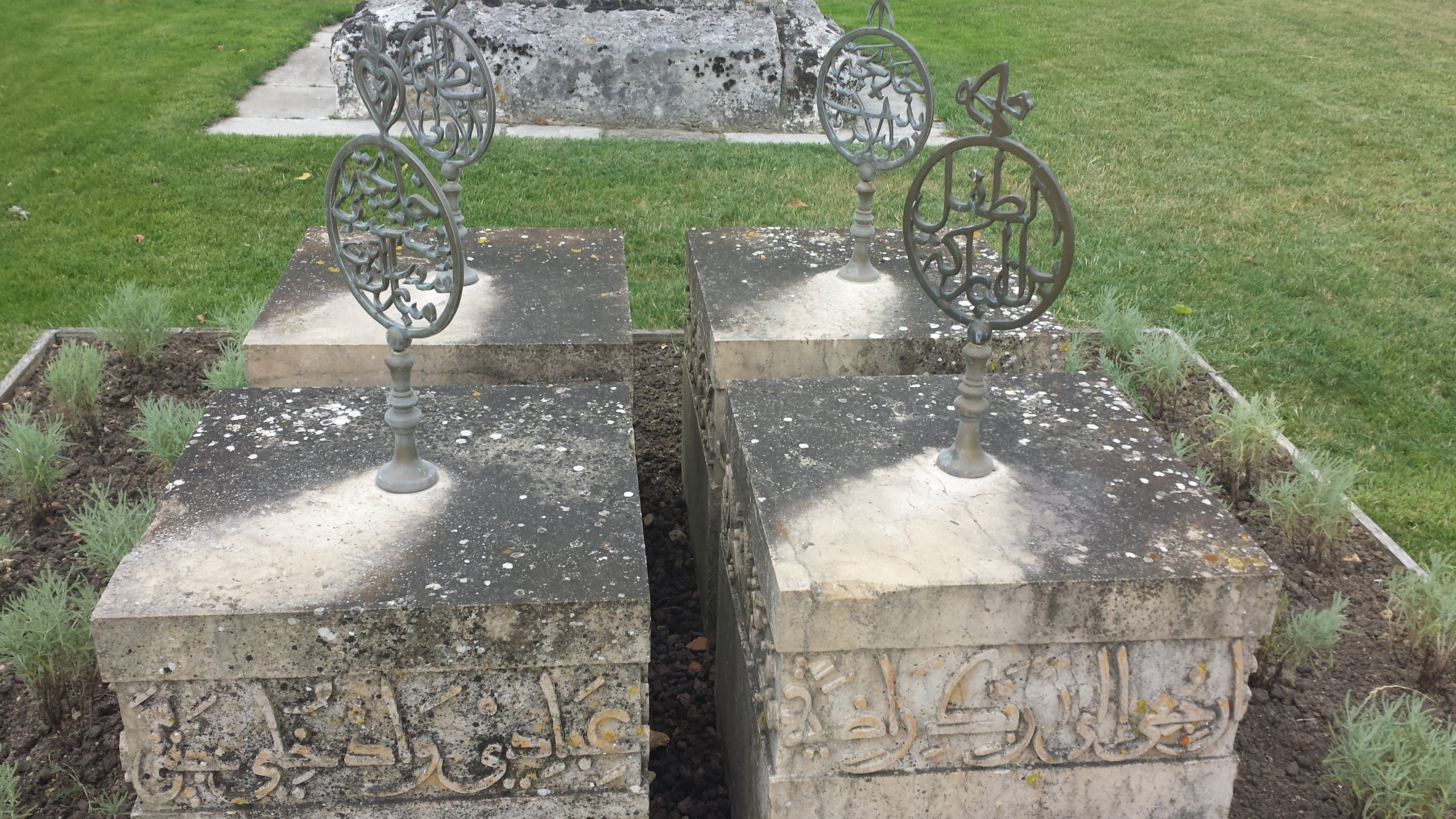
Monument aux membres de la suite d'Abd El-Kader morts à Amboise.
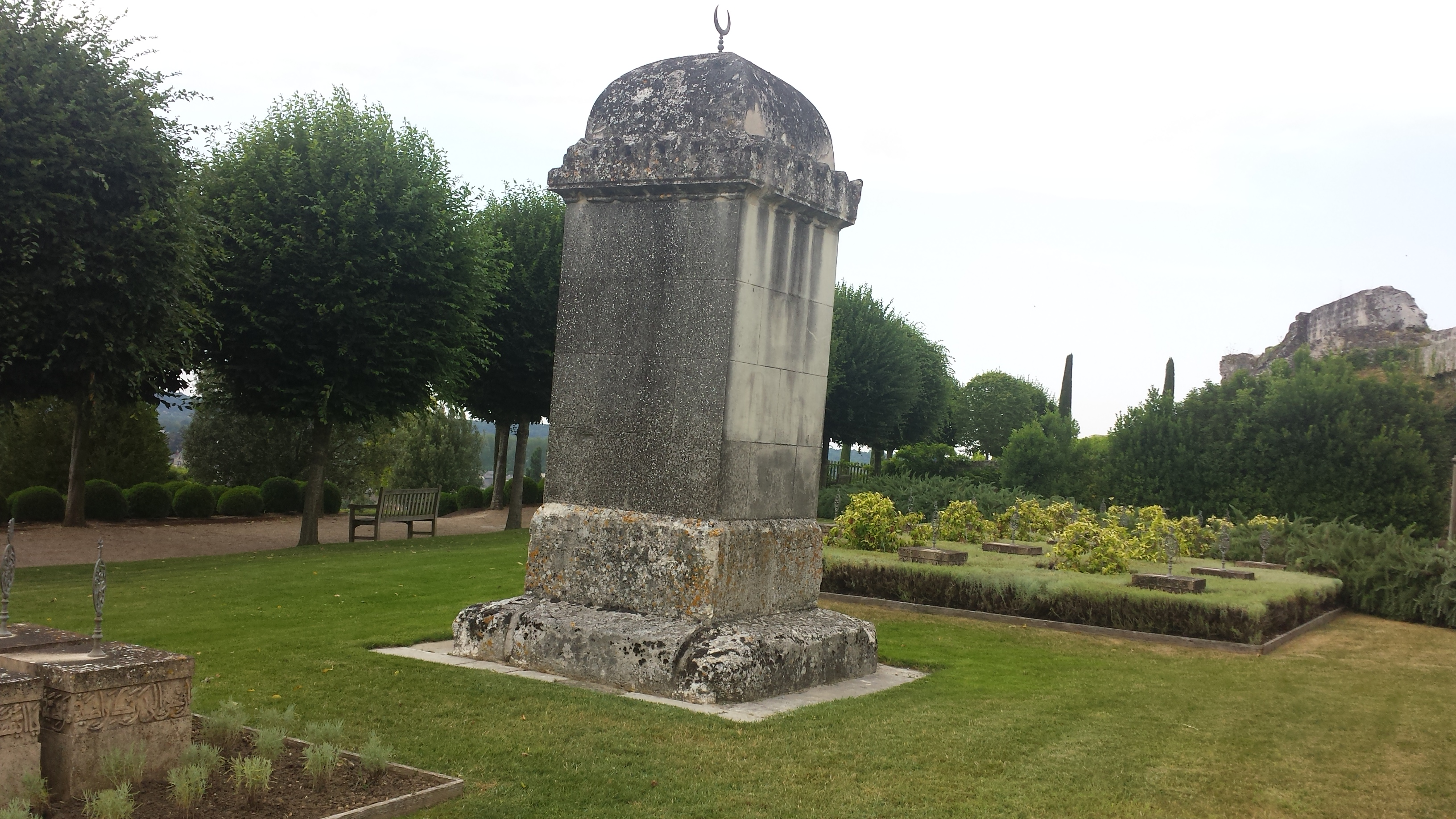

En 1873, le château repasse à la famille d'Orléans qui confie la restauration de l'édifice à Victor Ruprich-Robert et son fils. Henri d'Orléans, duc d'Aumale, le transforme en maison d'accueil pour personnes âgées.
En 1974, le comte de Paris le confie à la Fondation Saint-Louis dont il est le président-fondateur.

## Architecture

Plan du château, y compris les bâtiments détruits.

### Logis royal
Le logis royal fait face à la Loire à l'extrémité de l'éperon des Châteliers. Son architectonique relève du gothique international. Une partie de l'ornementation de l'Aile Louis XII a été remaniée par François Ier au goût de la Haute-Renaissance.

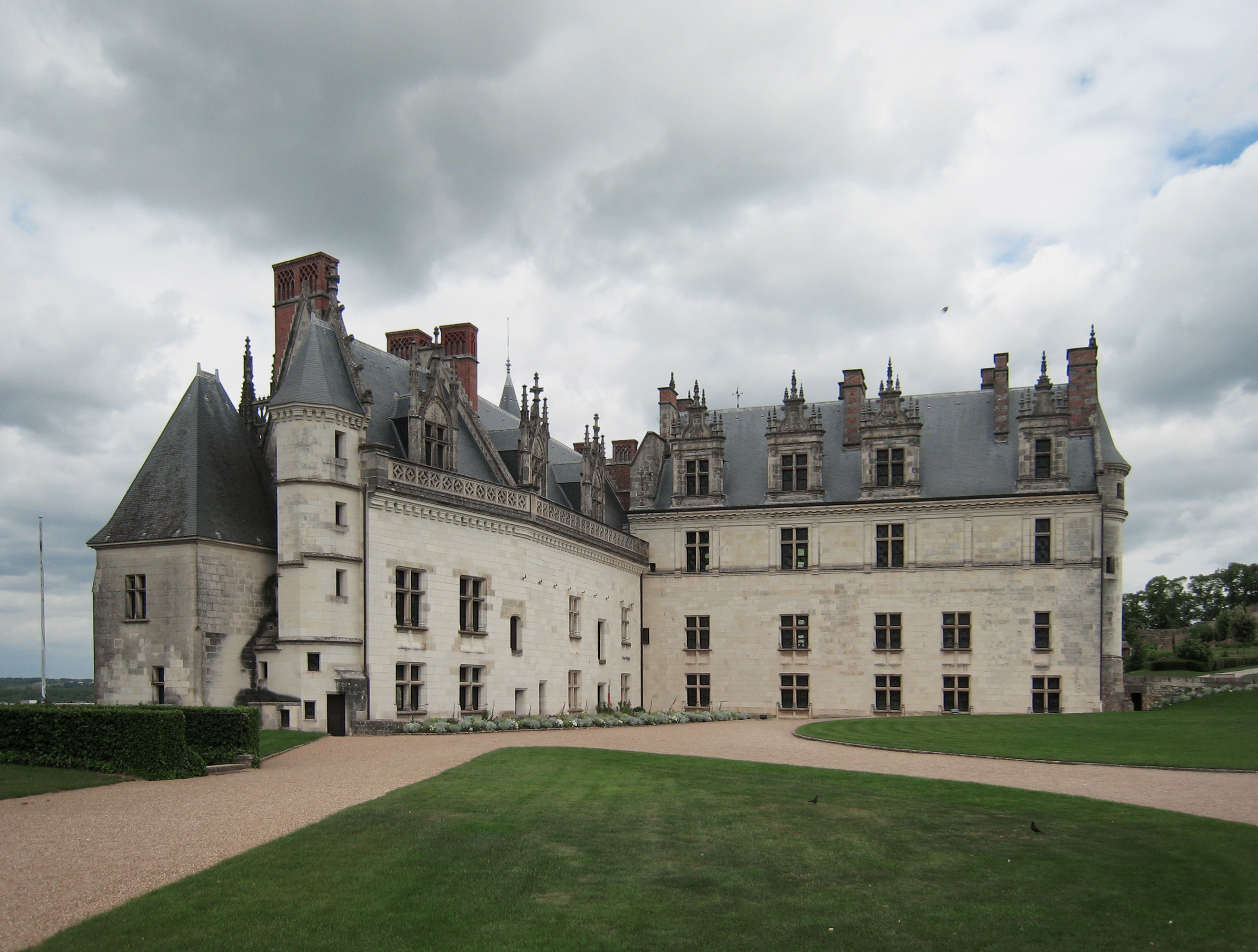
Vue du logis depuis la cour.
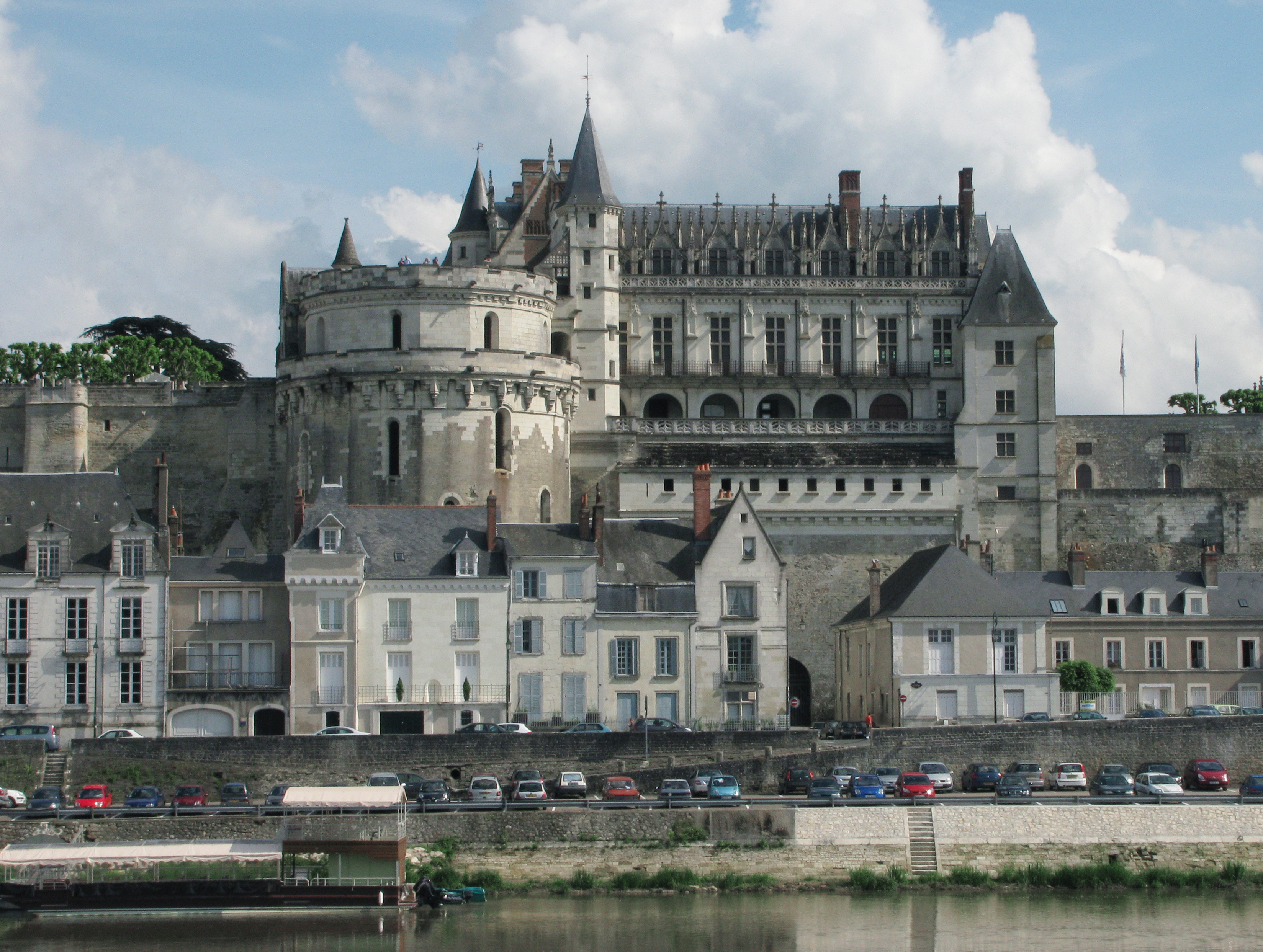
Vue du logis royal et de la tour des Minimes.
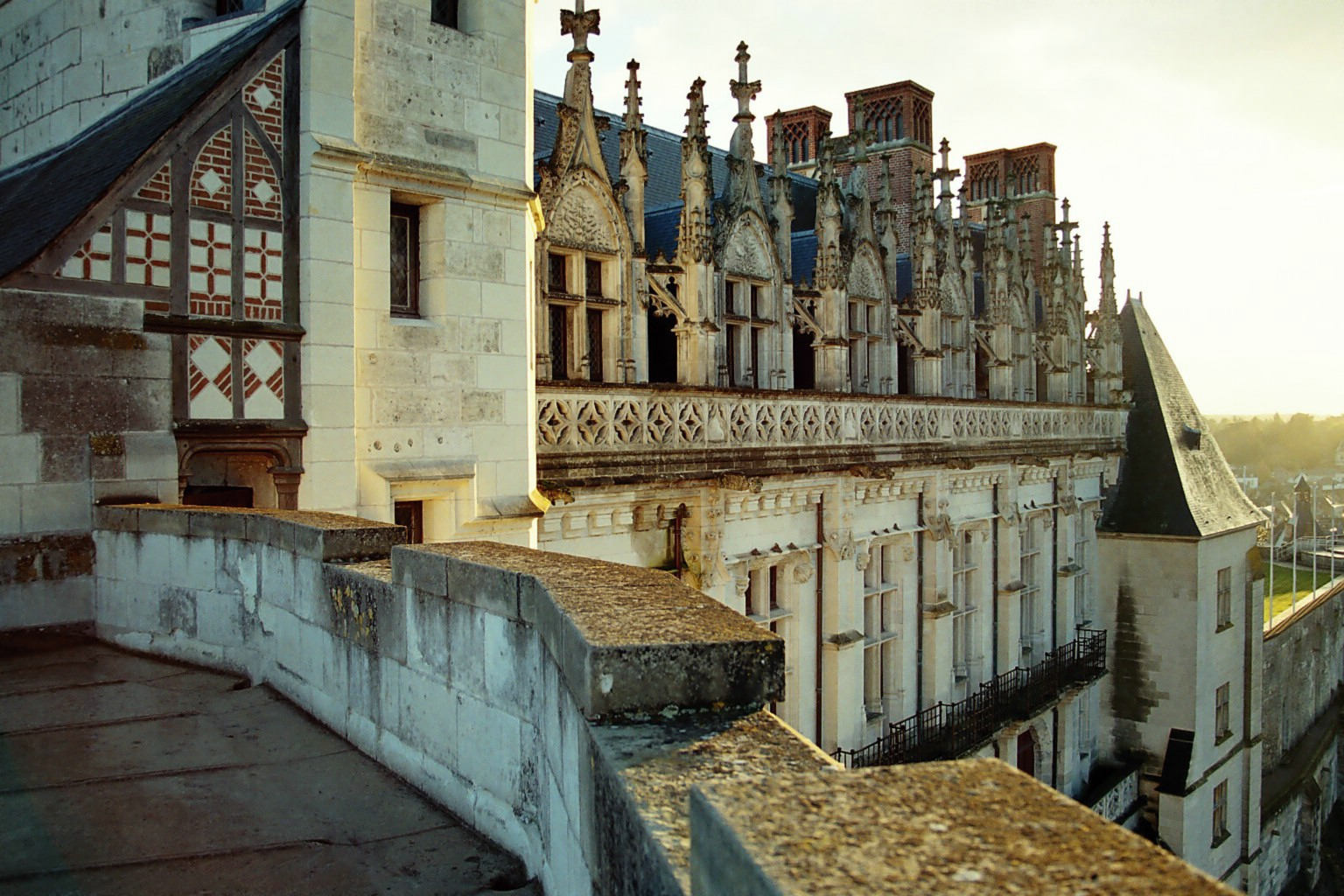
Vue de la façade depuis la tour des Minimes.
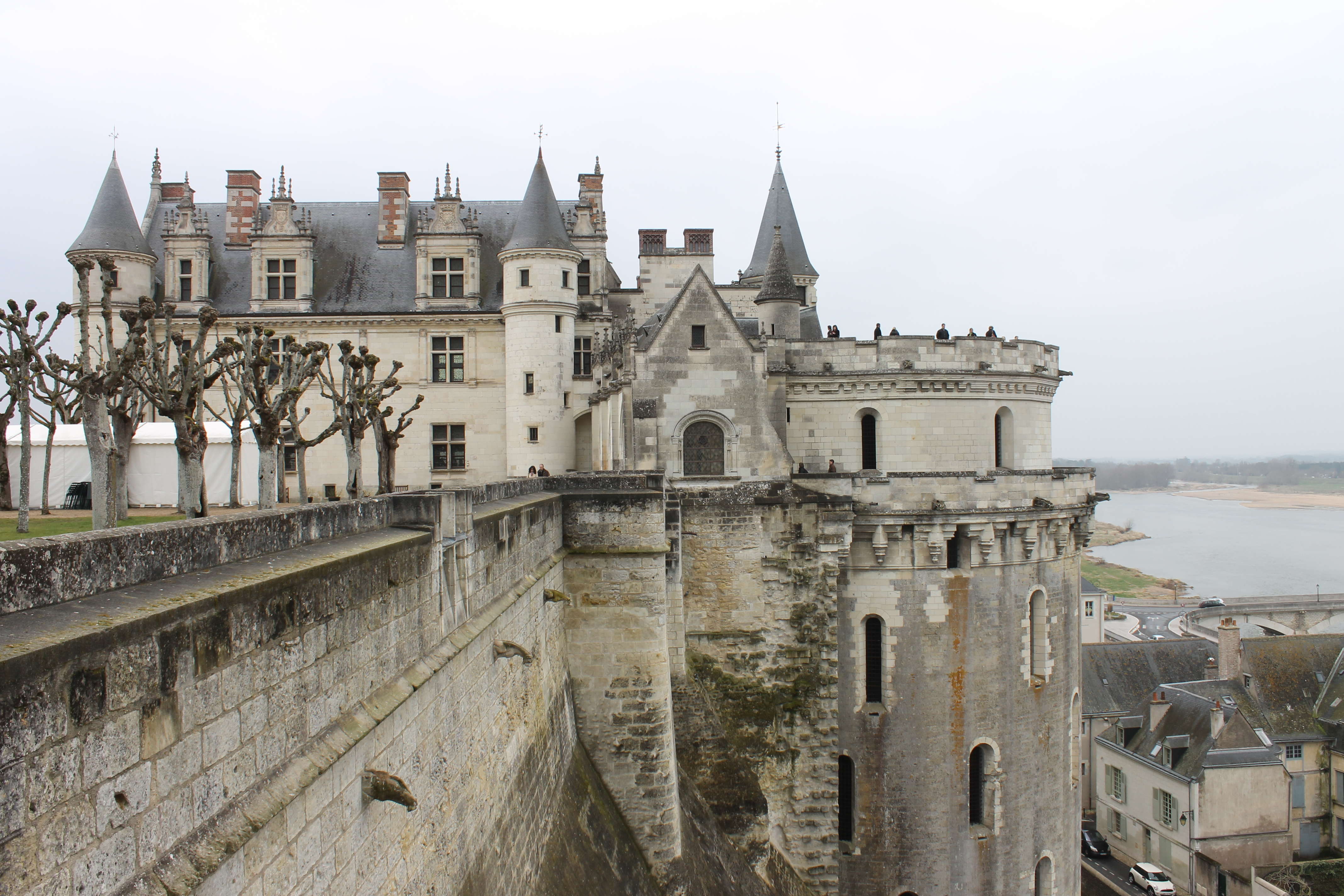

### Chapelle Saint-Hubert
La chapelle Saint-Hubert fut édifiée et sculptée entre 1491 et 1496 par des artistes flamands dans le pur goût gothique flamboyant en tuffeau blanc à l'initiative de Charles VIII. La chapelle sert ensuite d'oratoire à Anne de Bretagne, avant de devenir la dernière demeure présumée du corps de Léonard de Vinci, mort à Amboise en 1519. C'est dans cette chapelle qu'en 1519 est célébré le mariage de Laurent II de Médicis avec Madeleine de La Tour d'Auvergne, parents de Catherine de Médicis.
Le linteau de la porte d'entrée représente la chasse de Saint Hubert. Les vitraux, assez récents, retracent des épisodes de la vie de Saint Louis, et le tympan datant du XIXe siècle, représente Charles VIII et Anne de Bretagne.
Entre 2021 et 2024, la chapelle a fait l’objet d’une importante restauration, d’une ampleur inédite depuis près de 150 ans, notamment les 200 éléments de décors sculptés en pierre réinstallés dans les espaces intérieurs de l’édifice, les dorures restituées sur les épis de faîtage et sur la flèche, la restauration des magnifiques décors en plomb sur la toiture, ou encore la mise en service de la cloche.

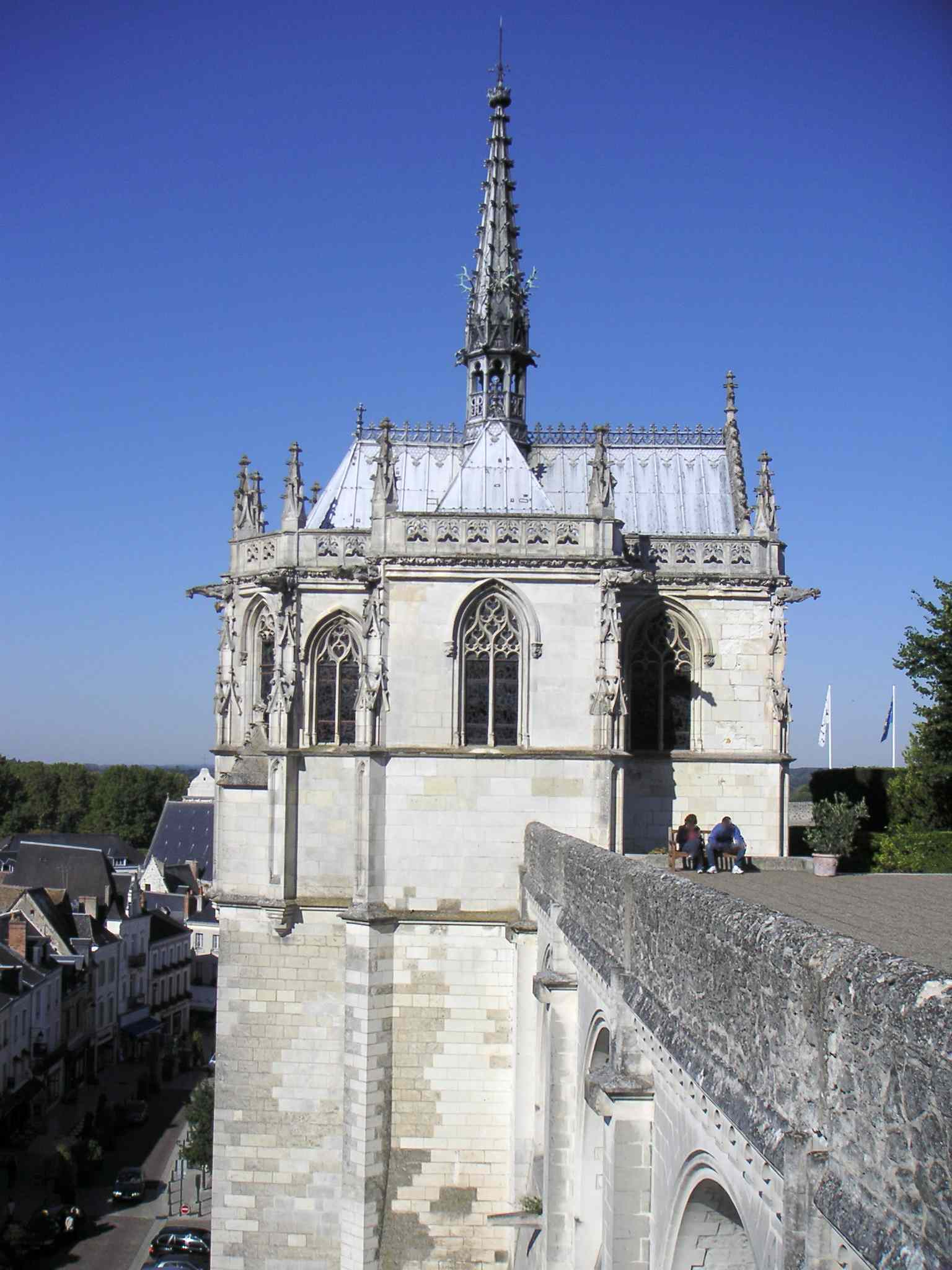
Vue extérieure.
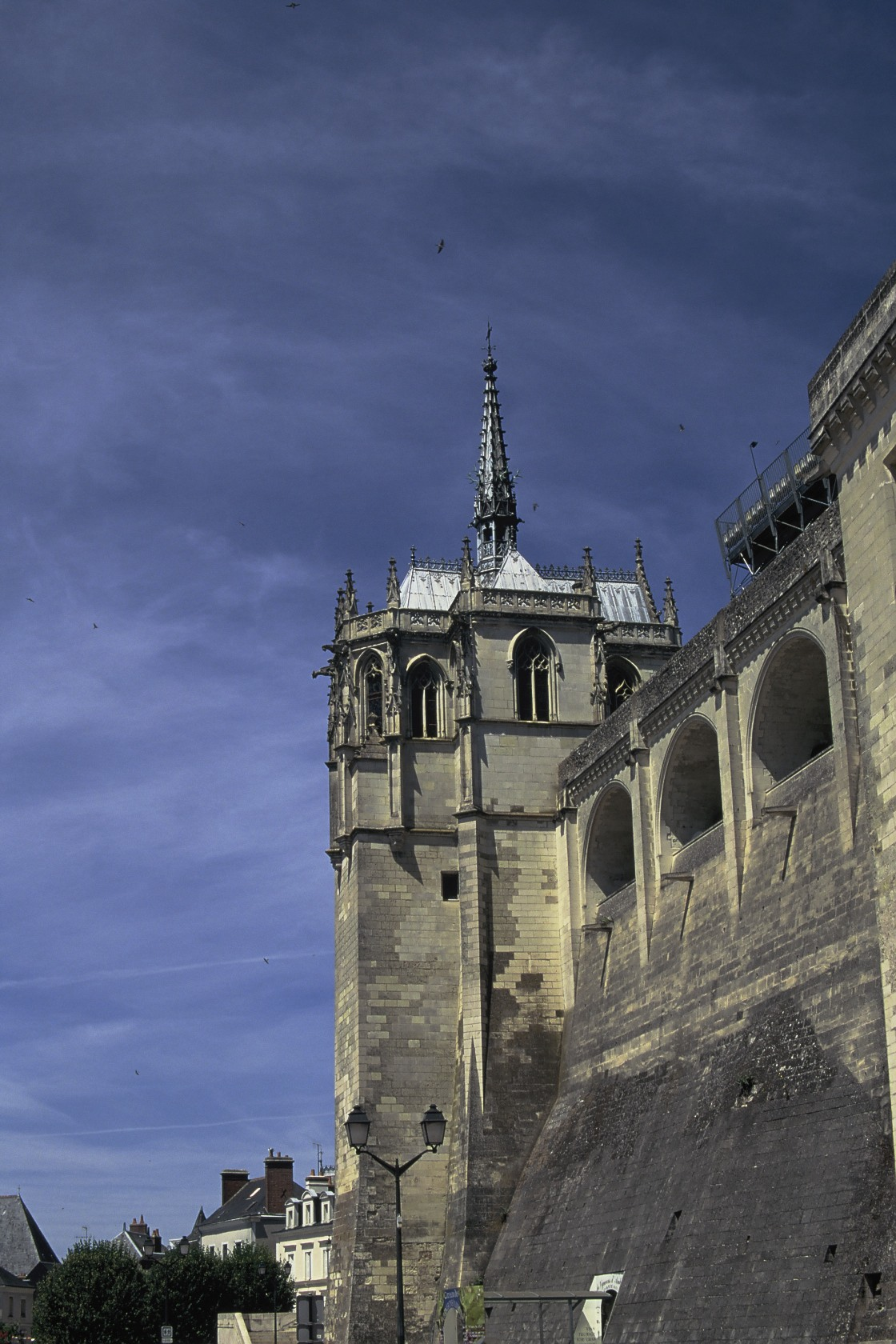
Vue du bas des remparts.
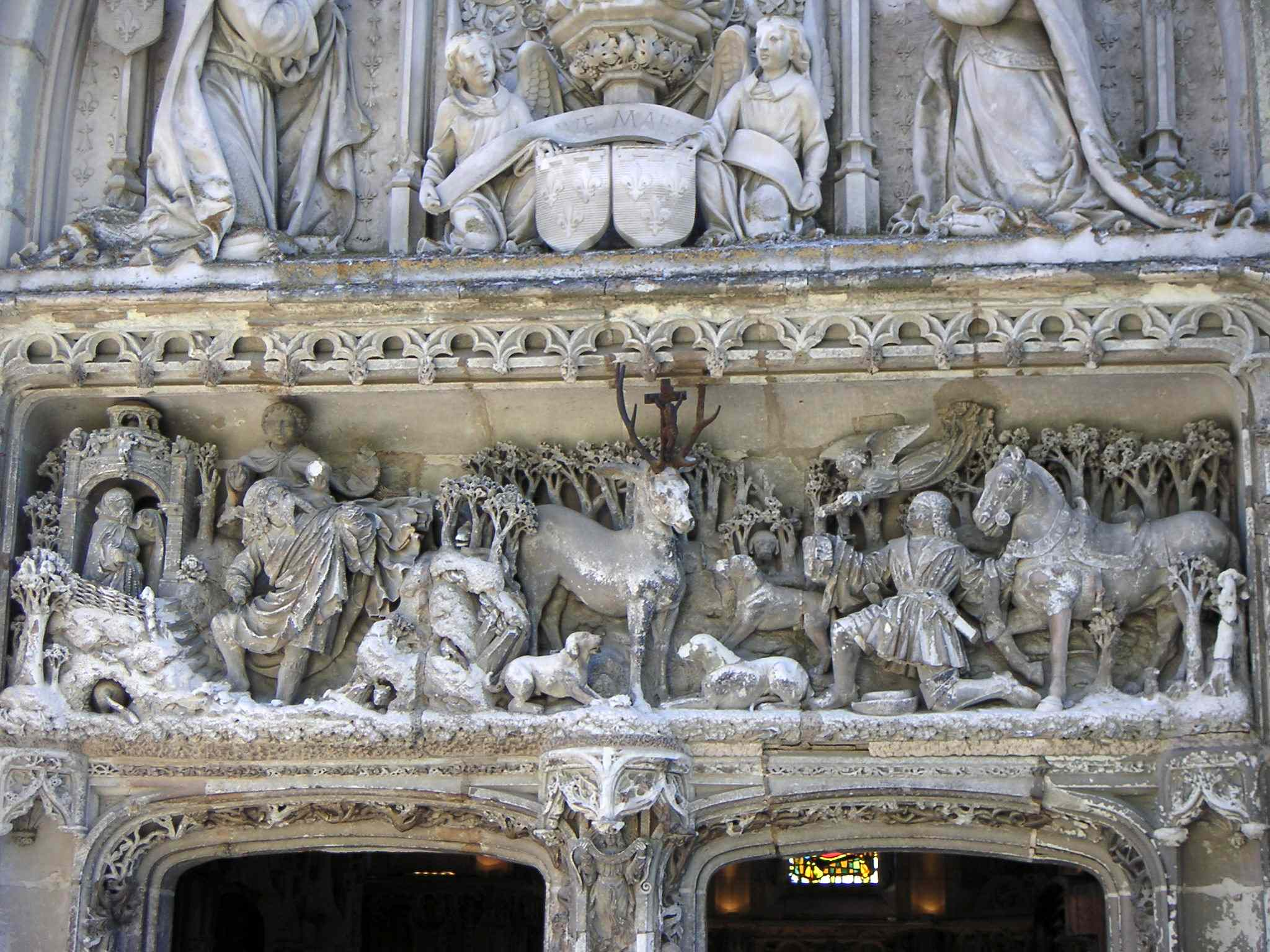
Détails du linteau de la façade.
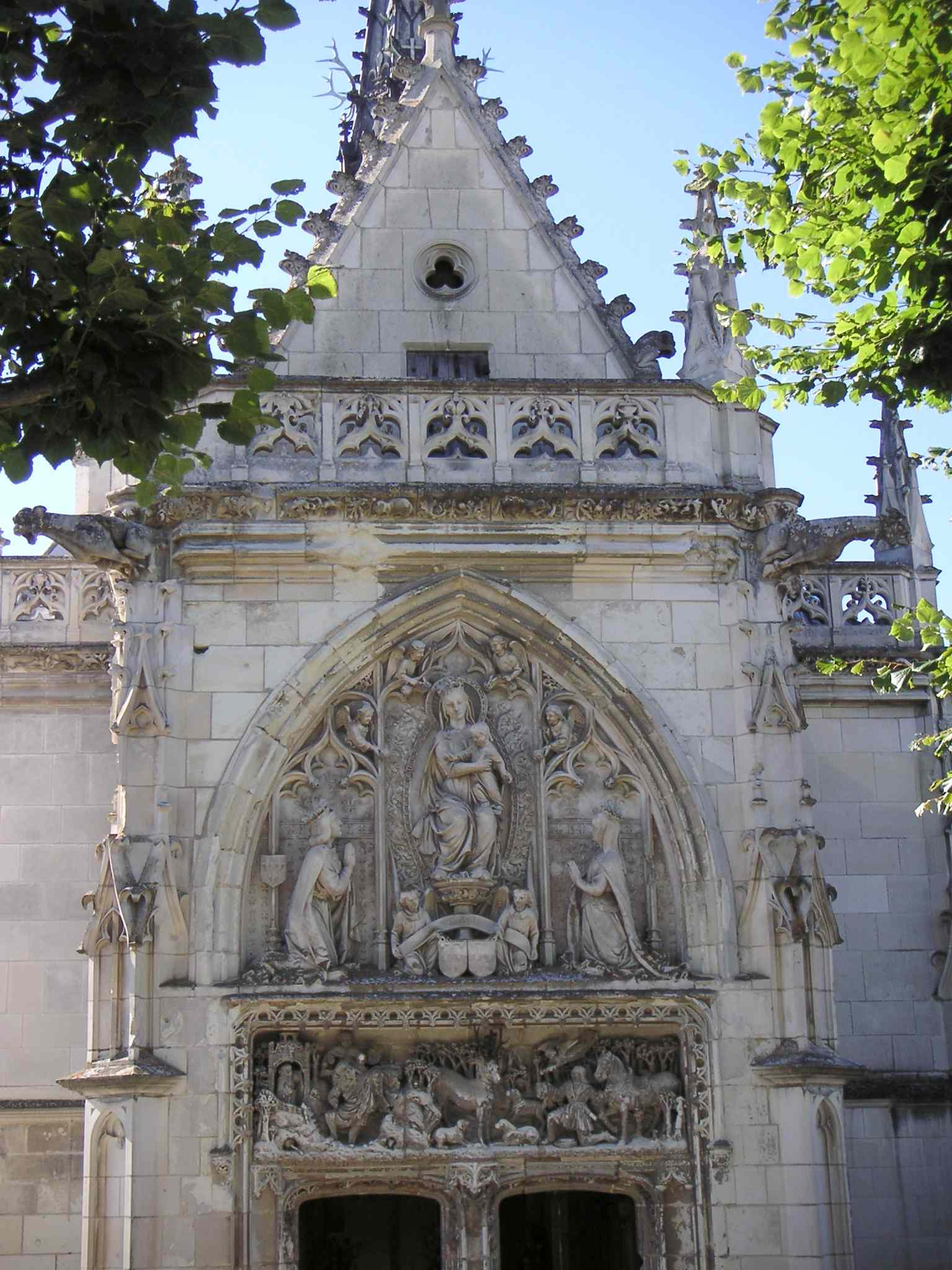
Façade.
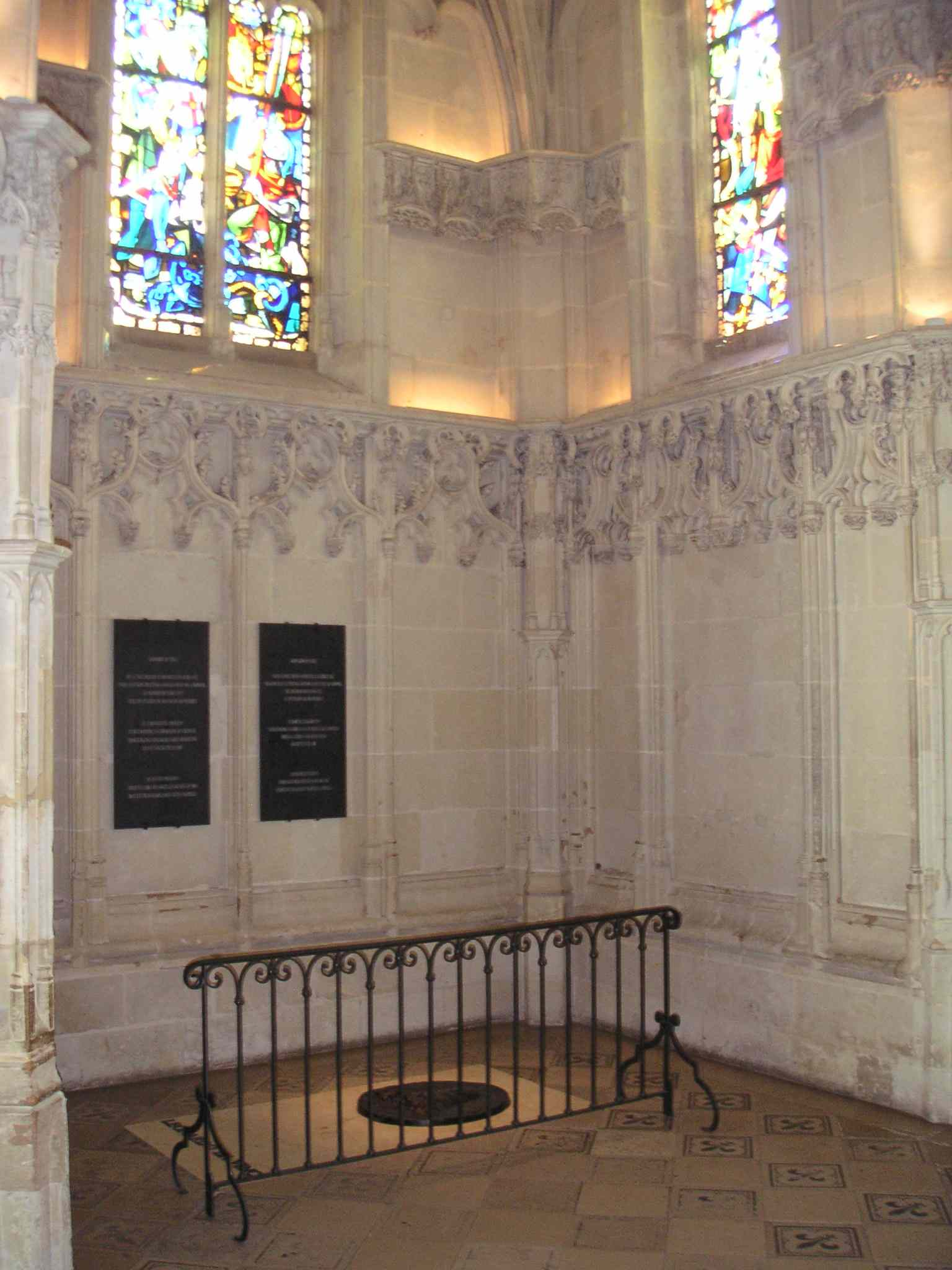
Tombeau de Léonard de Vinci.
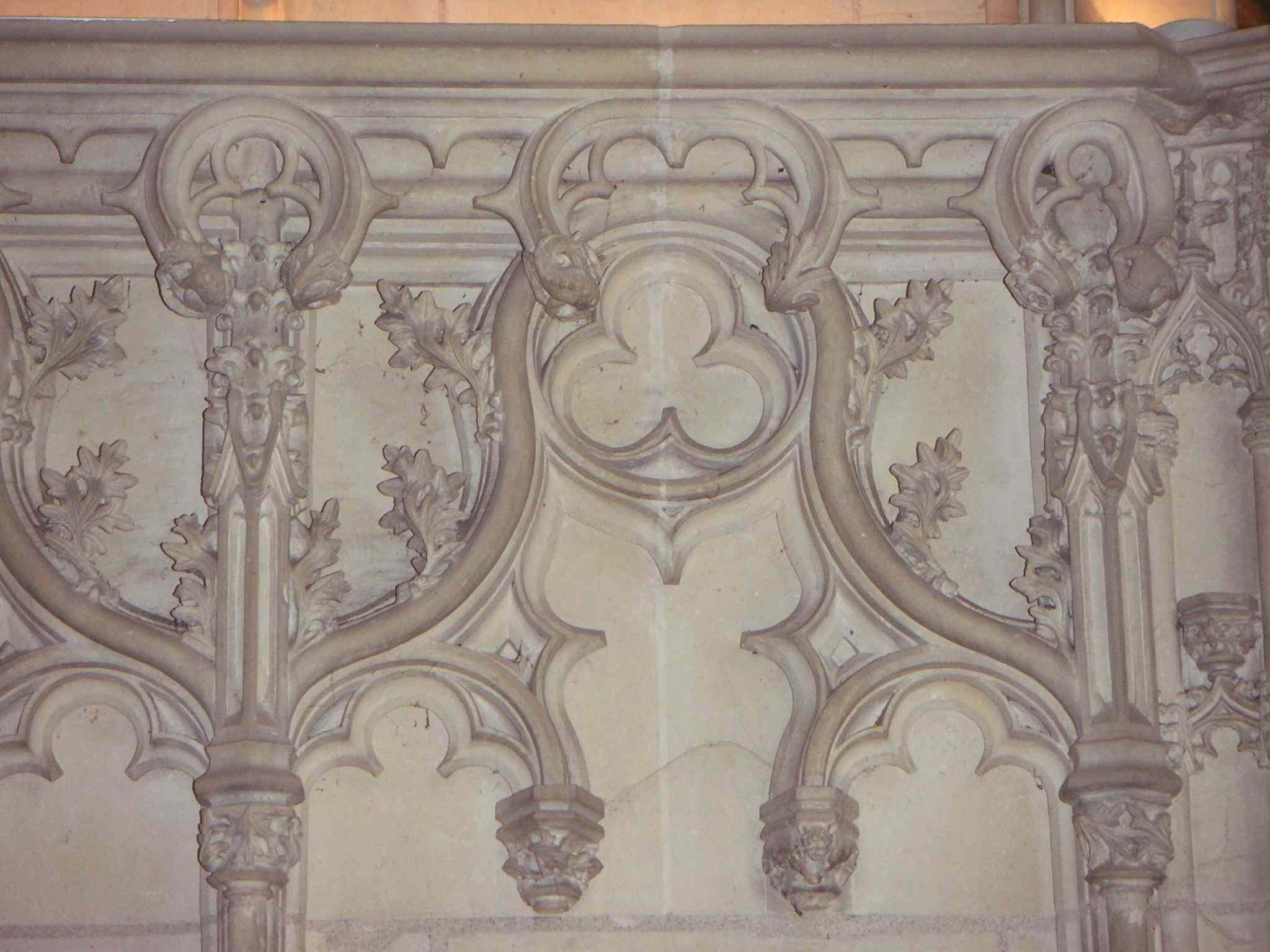
Détails de la dentelle.
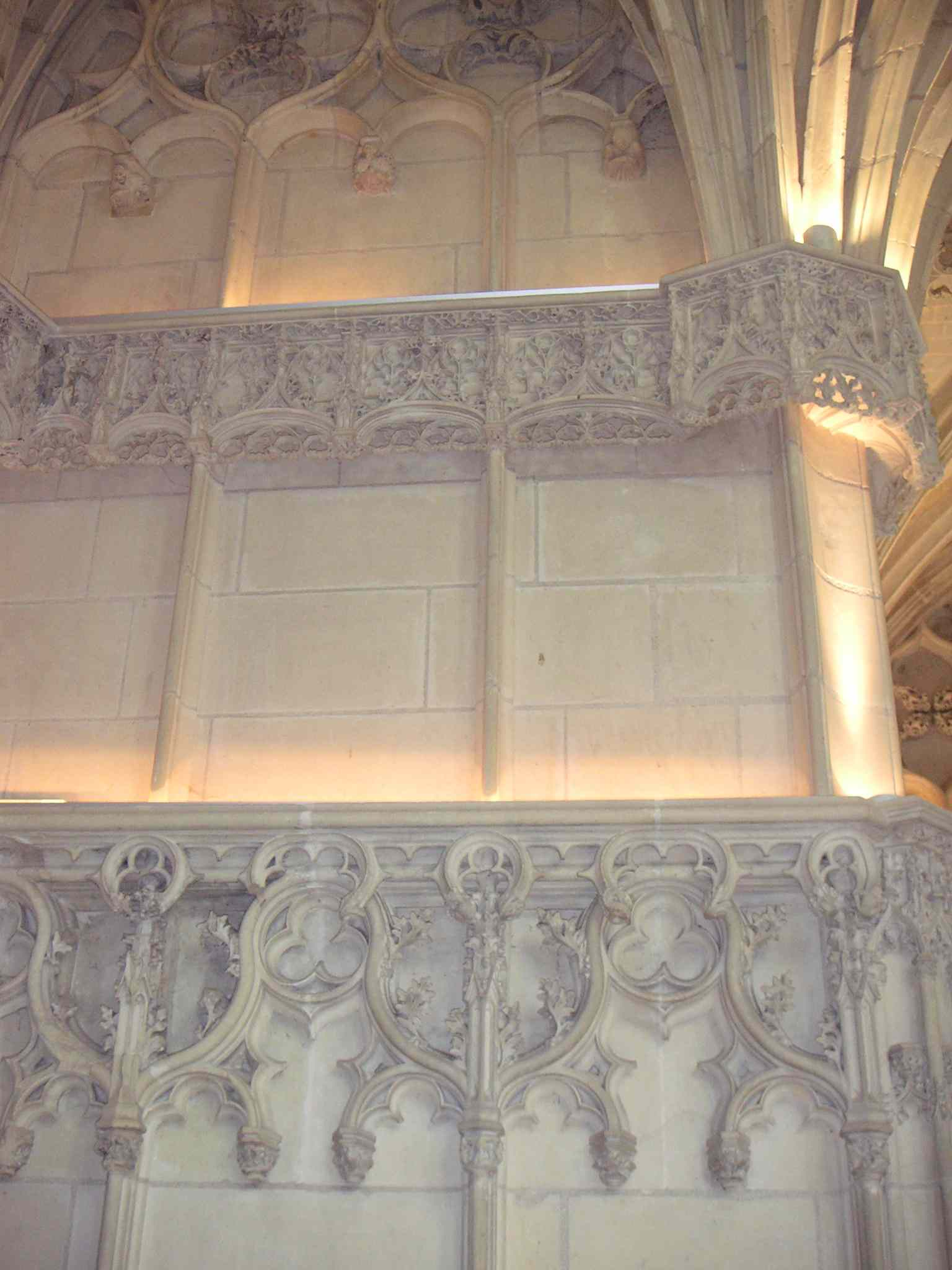
Sculpture de dentelle de pierre à l'intérieur.
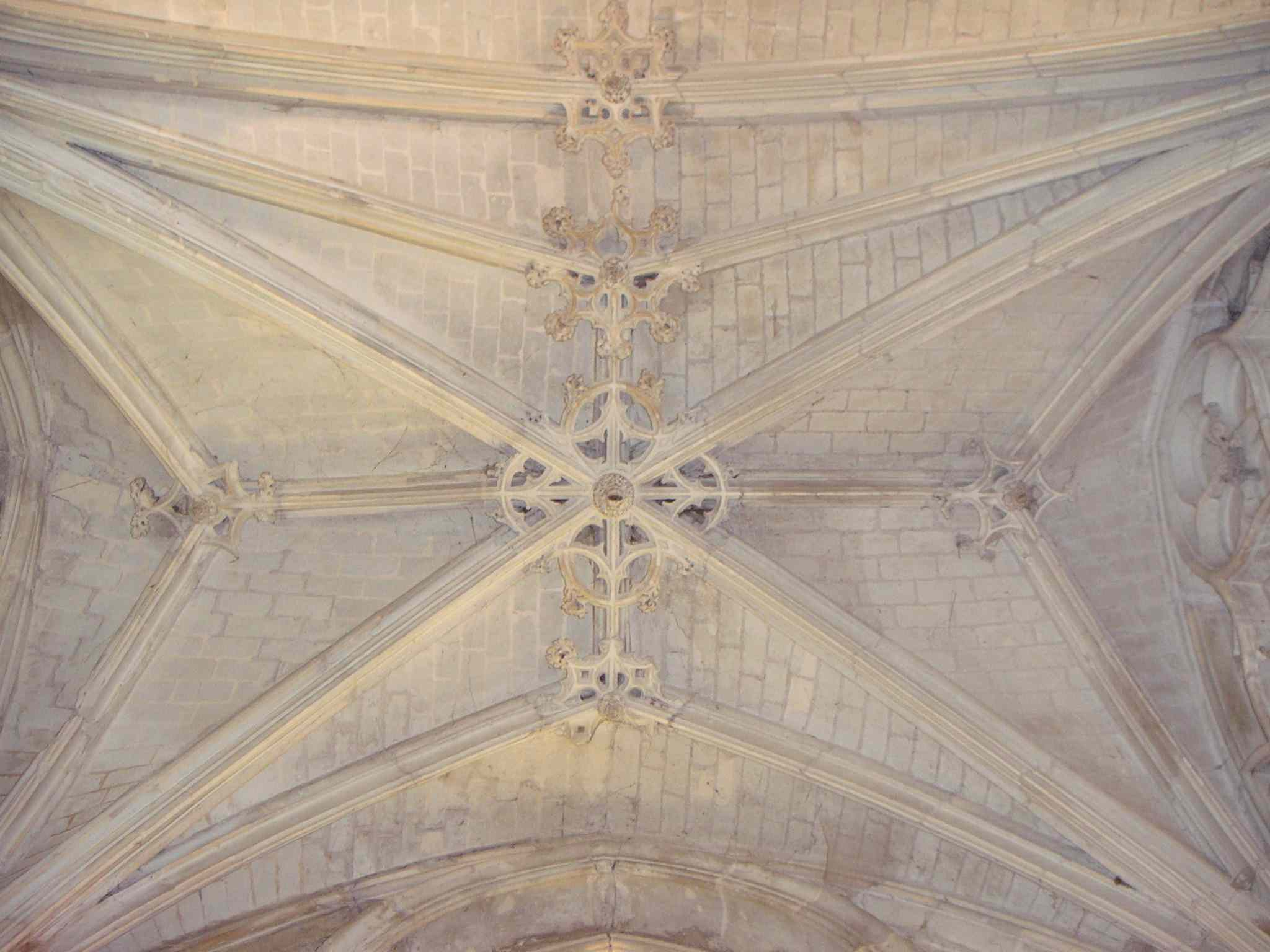
Exemple de croisées d'ogives avec les dentelles sculptées. Plafond de la chapelle.
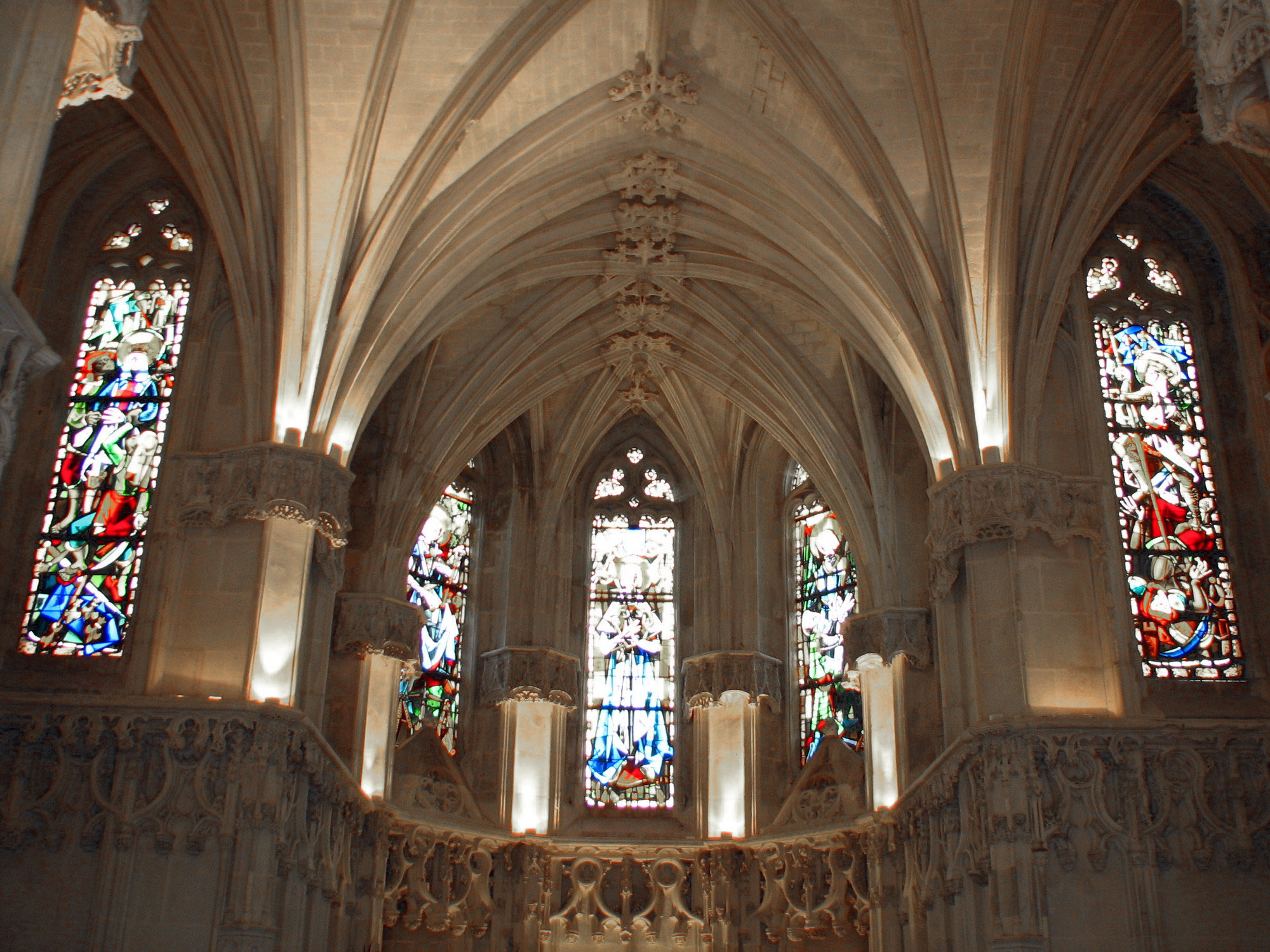
Vitraux.

### Tour des Minimes et tour Heurtault

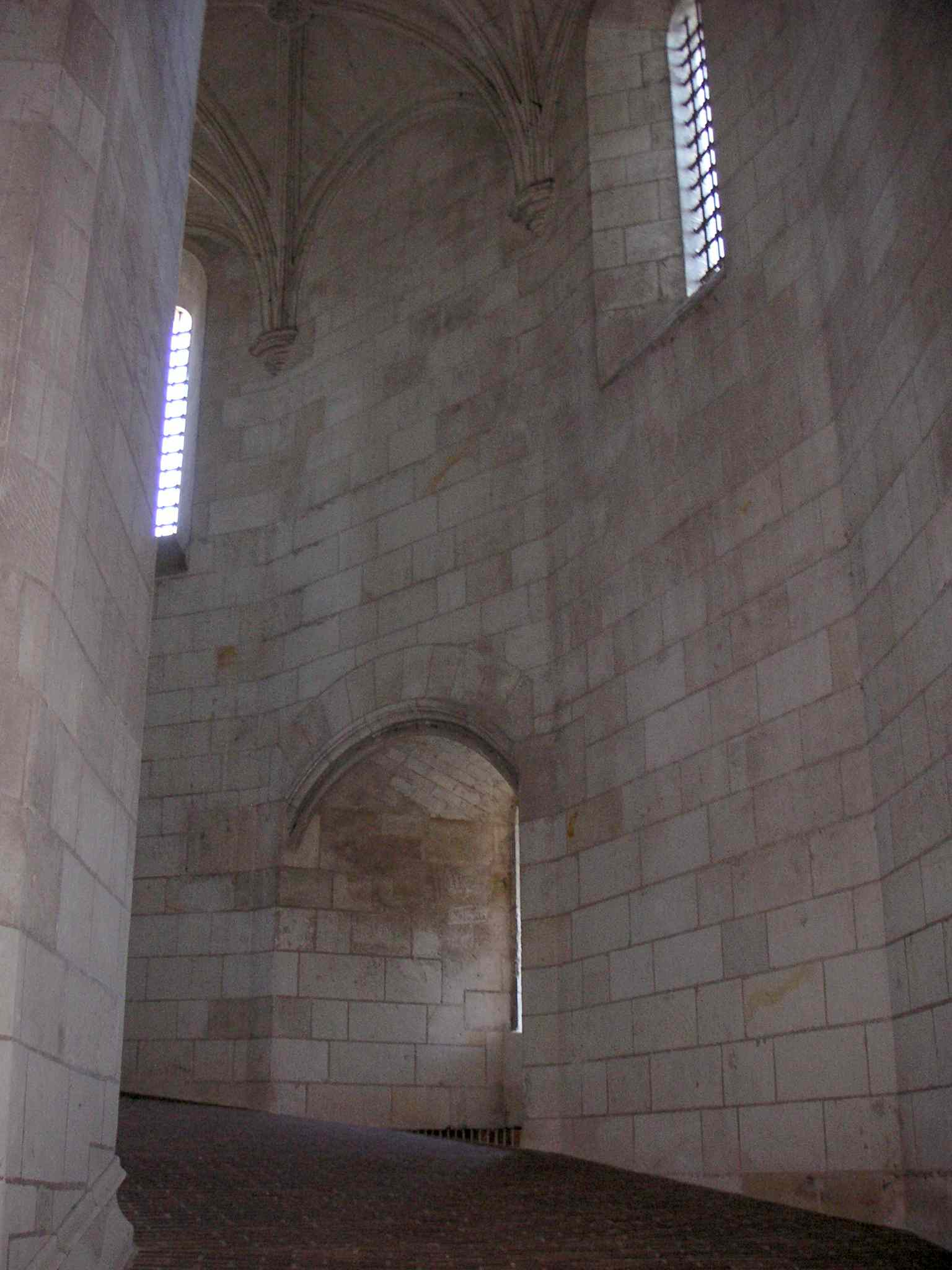
La tour des Minimes et la rampe cavalière.

La tour des Minimes et la tour Heurtault, toutes deux très massives, permettaient aux carrosses et attelages de monter sur la terrasse, car on accède à leur sommet par des rampes en pente douce. Elles se situent respectivement sur la façade nord et ouest du château et sont d'architecture renaissance.
Un salon panoramique est édifié sur le toit de la tour des Minimes en 1843 et aujourd'hui détruit. Il accueille Louis-Napoléon Bonaparte lorsqu'il vient signifier sa libération à Abd El-Kader en 1852. Le haut de la tour est refait quelques décennies plus tard par l'architecte Victor Ruprich-Robert.
La vaste rampe cavalière en forme d'hélice permettait aux attelages un accès entre la ville et les terrasses du château. Charles-Quint utilise la rampe cavalière de la tour Heurtault pour faire son entrée en 1539. Une torche enflammera d'ailleurs une tenture murale lors du passage du convoi impérial.

### Galerie d'Aumale
Cette galerie est ainsi nommée en l'honneur de Henri d'Orléans, 5e fils de Louis-Philippe et duc d'Aumale, qui devient propriétaire du château en 1895. La galerie reliait à l'origine le logis royal aux appartements d'Henri II.

## Intérieur

### AileCharlesVIII

#### Promenoir des gardes
Cette galerie ouverte permettait de surveiller la Loire et les alentours d'Amboise. Y sont exposés des reproductions de dessins par Jacques Androuet du Cerceau illustrant l'importance du château au XVIe siècle.

#### Salle des gardes nobles
La garde rapprochée du souverain était composée principalement de nobles. La salle des gardes nobles contrôlait l'accès de l'escalier menant à l'étage supérieur. La pièce s'articule autour d'un pilier central ou « palmier gothique » soutenant l'ensemble. On observe des copies réalisées au XIXe siècle d'armures du XVIe siècle. Une armure de combat dite « à côté », et une armure de parade plus légère. On note également un coffre de marine du XVIIe siècle.

#### Salle des tambourineurs
Cette salle correspond à l'emplacement d'une « chambre à parer » du roi. Son nom fait référence aux nombreuses fêtes et bals donnés au château sous le règne des Valois. Le sol est fait de carreaux de terre cuite fleurdelisés d'inspiration XVe siècle. Le mobilier se compose d'une table Renaissance, d'une chaire, ou cathèdre gothique ornée des armes du cardinal Georges d'Amboise, et un coffre datant du règne de Charles VIII. Sur les murs, une tapisserie des Flandres du XVIe siècle représentant l'Hommage de la famille de Darius à Alexandre le Grand ainsi que des portraits de Charles VIII et d'Anne de Bretagne non signés.

#### Salle des États (dite du Conseil)
C'est dans cette vaste salle (la plus grande du château) que le roi réunissait son conseil, véritable pôle du pouvoir royal. La salle possède deux cheminées : la première, disposant d'une hotte trapézoïdale, est encore marquée par la tradition gothique tandis que la seconde (à l'autre extrémité de la salle), illustre le style Renaissance. Le blason d'Anne de Bretagne (fleurs de lys et mouchetures d'hermine), décorent de nombreux éléments de la salle : hotte de la première cheminée, piliers centraux, vitraux des fenêtres sur Loire. L'emblème de Charles VIII (épée flamboyante ou palmée) orne également la hotte de la première cheminée. Au plafond sont inscrits des monogrammes de Charles VIII (entrelacs de C) et d'Anne de Bretagne (lettre A).
Sur les côtés, adossés aux murs, on observe de grandes chayères, bancs à dossiers ornés de plis de serviette de style gothique. Sur les murs sont exposés des portraits de rois Bourbon : Henri IV (d'après Franz Pourbus), et Louis XIII (d'après Philippe de Champaigne).

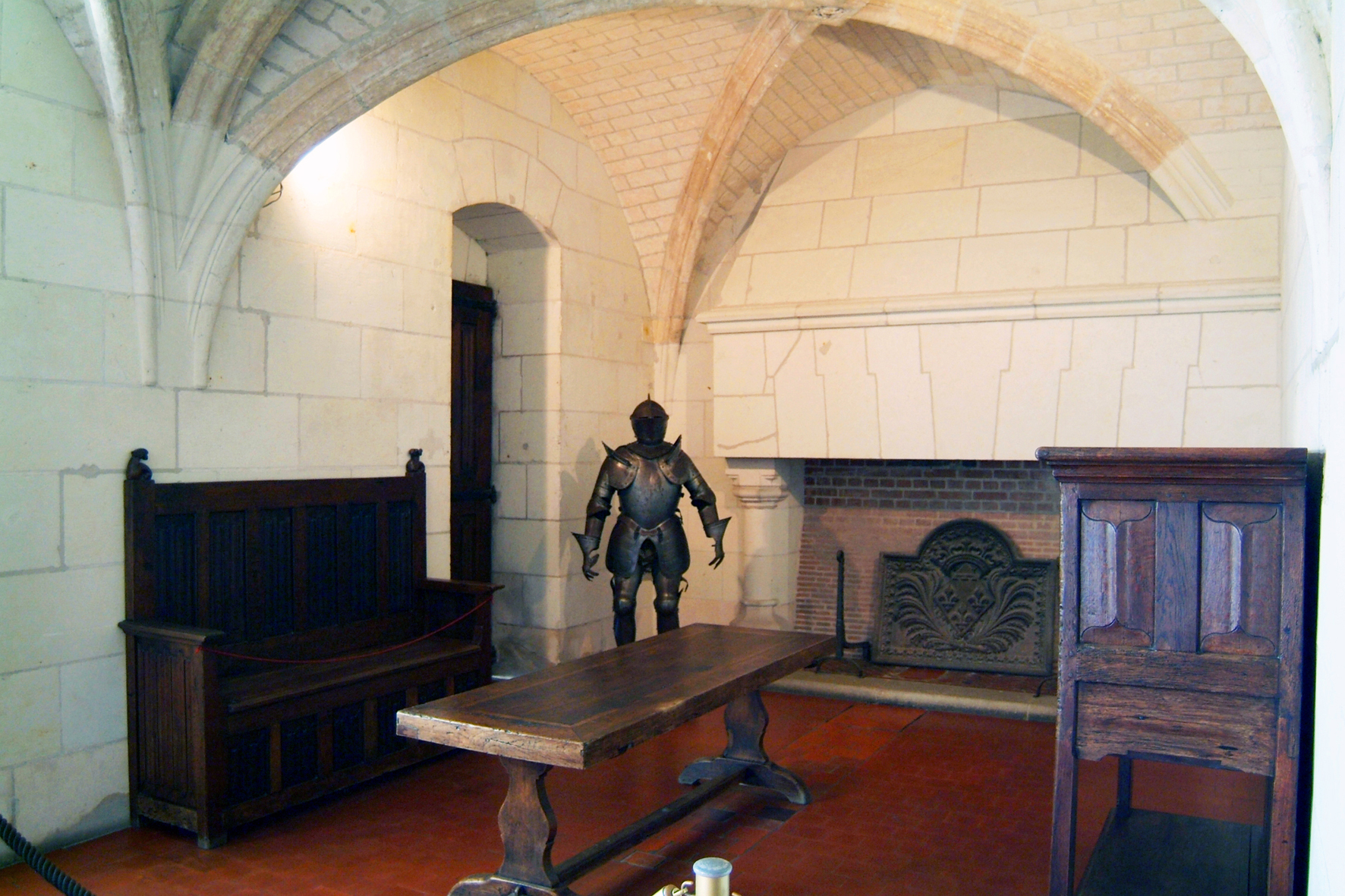
Salle des gardes nobles.
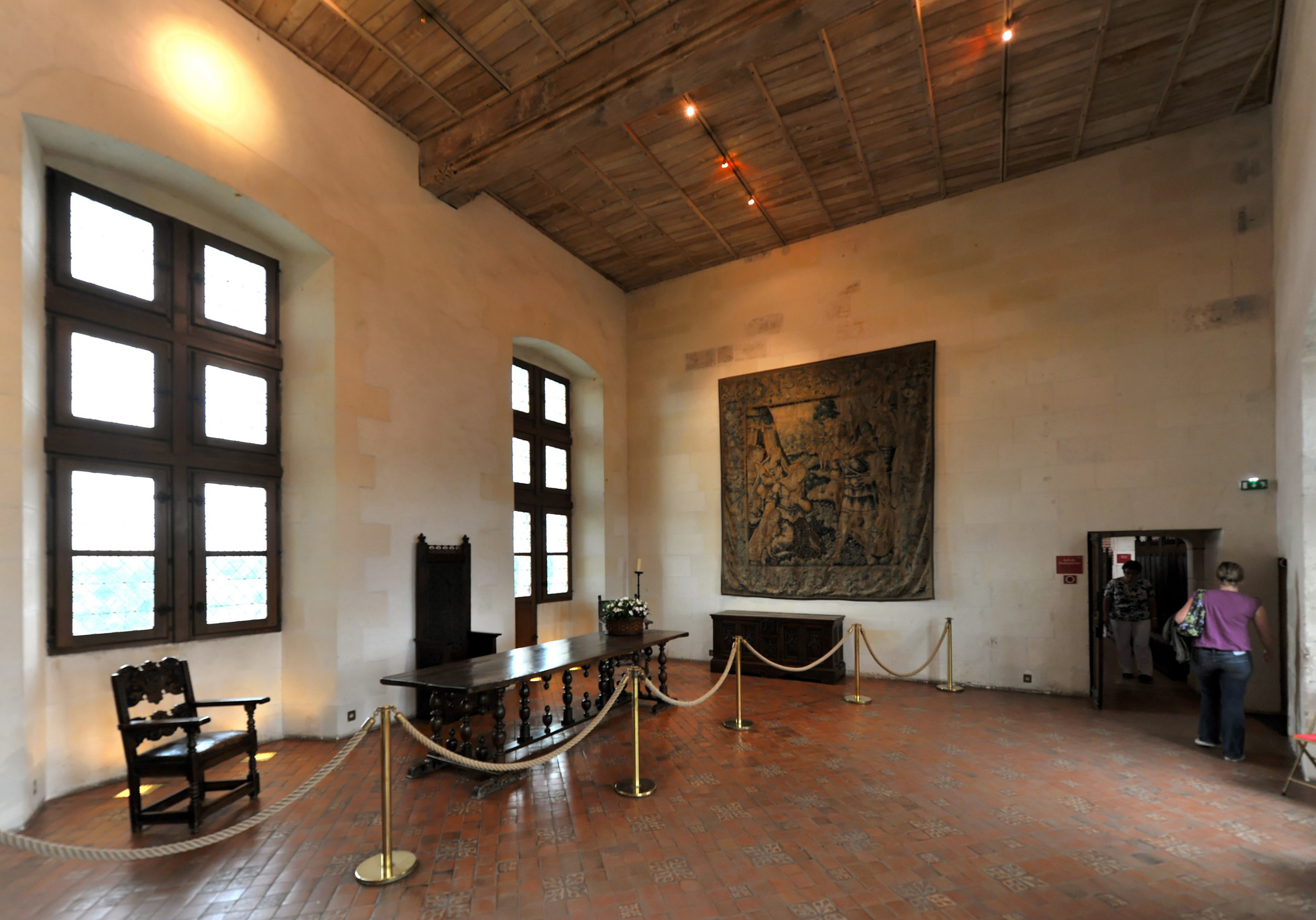
Salle des tambourineurs.
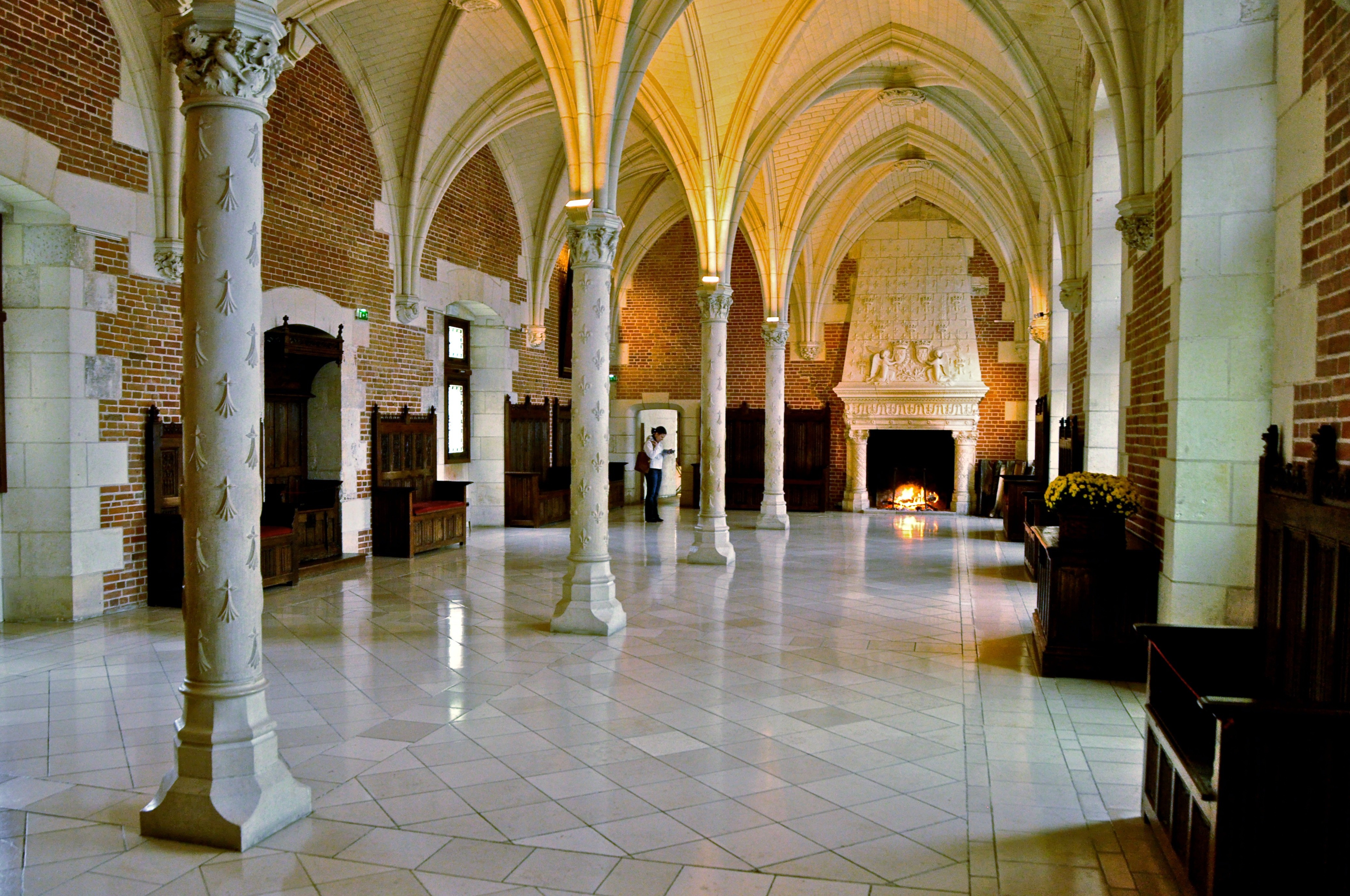
Salle du conseil.

### AileLouisXII

#### Salle de l'échanson
La salle est meublée à la fois de style gothique : un dressoir (appelé aussi crédence ou buffet), un coffre, deux chaires ; et Renaissance : une chaire, des tables « à l'italienne » disposant d'allonges, un grand coffre en noyer sculpté et anciennement doré. Les murs sont décorés de tapisseries d'Aubusson du XVIIe siècle d'après des cartons de Le Brun.
L'embrasure de la fenêtre décorée de bâtons de pèlerins, de bourses pleines de pièces de monnaie et d'une besace, rappelle qu'Amboise était une étape des pèlerins qui se rendaient à Saint-Martin-de-Tours avant de poursuivre leur chemin jusqu'à Saint-Jacques-de-Compostelle.

#### Chambre deHenriII
La chambre de Henri II possède un lit ouvragé de style Henri II aux grandes dimensions (2,18 × 1,82 m). On note également un coffre bijou pourvu d'un double fond, ainsi que des portières et tapisseries de Bruxelles et de Tournai de la fin du XVIe et du XVIIe siècle.

#### Antichambre de la cordelière
Il s'agit de l'ancienne antichambre des appartements Renaissance (l'entrée a aujourd'hui disparu). Le manteau de la cheminée est orné d'entrelacs de cordes (symbole de l'ordre de la Cordelière), ainsi que du collier de l'ordre de Saint-Michel, autour du blason d'Anne de Bretagne. Le panneau de bois au-dessus de la cheminée est quant à lui décoré de la Salamandre, emblème de François Ier.

#### Cabinet Louis-Philippe
Dans cette pièce est reconstitué un cabinet de travail sous Louis-Philippe. On peut y admirer un Portrait de la duchesse d'Orléans, mère de Louis-Philippe, ainsi que, sur une commode, la maquette de la Belle Poule, navire commandé par le prince de Joinville, fils de Louis-Philippe, lors du retour en France des cendres de Napoléon Ier.

#### Chambre Louis-Philippe
Cette chambre est meublée de style « Premier Empire » : un lit en bateau, un secrétaire, un guéridon au piètement de quatre colonnes, une commode en bois plaqué d'acajou ; et de style « Louis-Philippe » : semainier en acajou, chaise aux croisillons ajourés.
Sur les murs, on observe un Portrait de Madame Adélaïde, peint par Court, ainsi qu'un Portrait du duc et de la duchesse d'Orléans, d'après Franz-Xaver Winterhalter.

#### Salon de musique
Le mobilier de ce vaste salon de musique se compose notamment d'un piano à queue Érard en placage de palissandre de Rio du XIXe siècle, d'un secrétaire et d'une console de style « Restauration », et d'une chaise à dossier barrette en acajou estampillé Jacob. Sur les murs sont exposés un Portrait de Louis-Philippe Ier représenté avec les insignes de la monarchie et la Charte constitutionnelle de 1830, un Portrait de la reine Marie-Amélie, avec deux de ses fils, le duc d'Aumale et le duc de Montpensier, ainsi qu'un Portrait de Louis-Philippe-Joseph, dit « Philippe-Égalité ». On note également un Portrait d'Abd El Kader, sur chevalet.

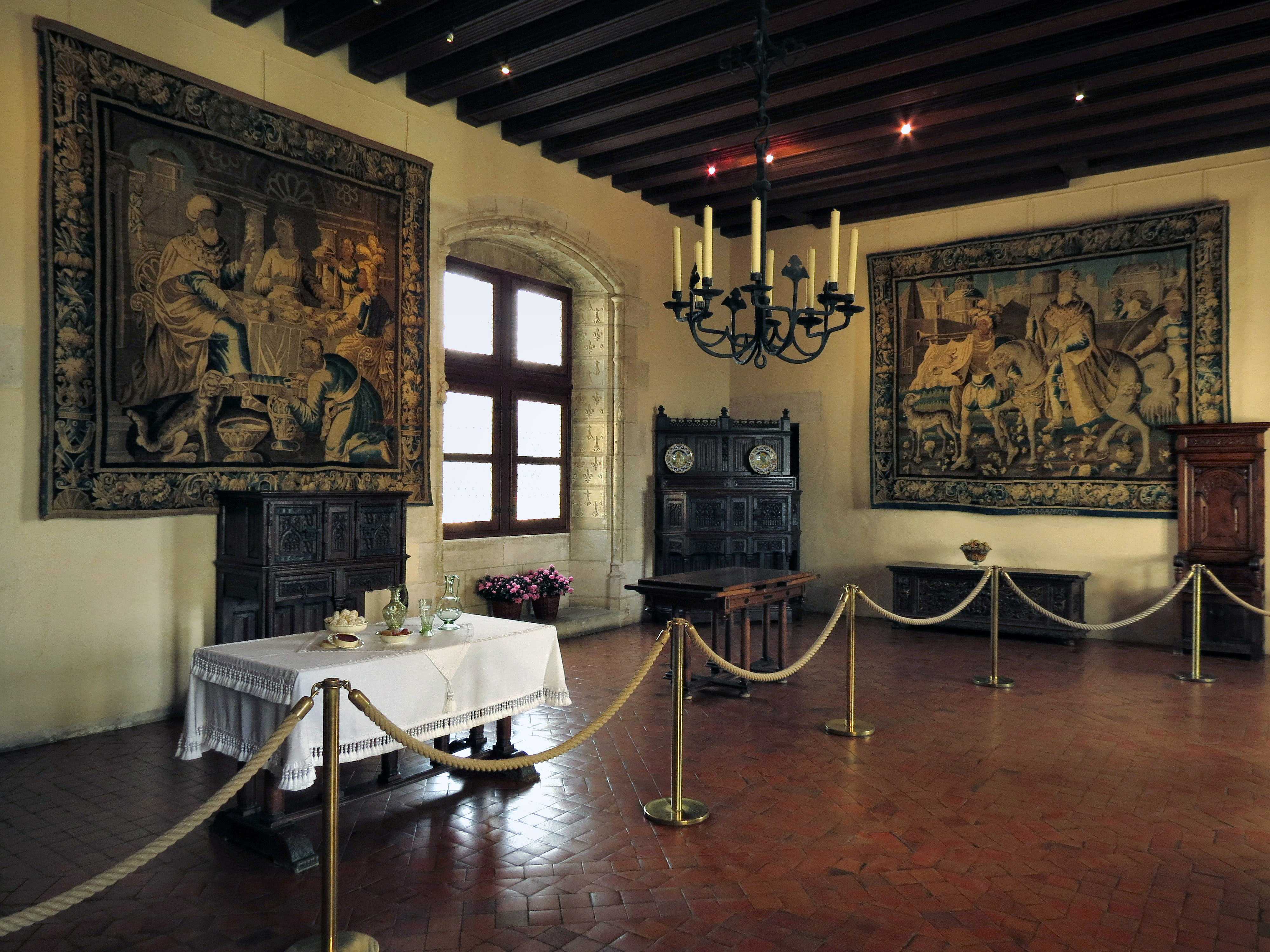
Salle de l'échanson.
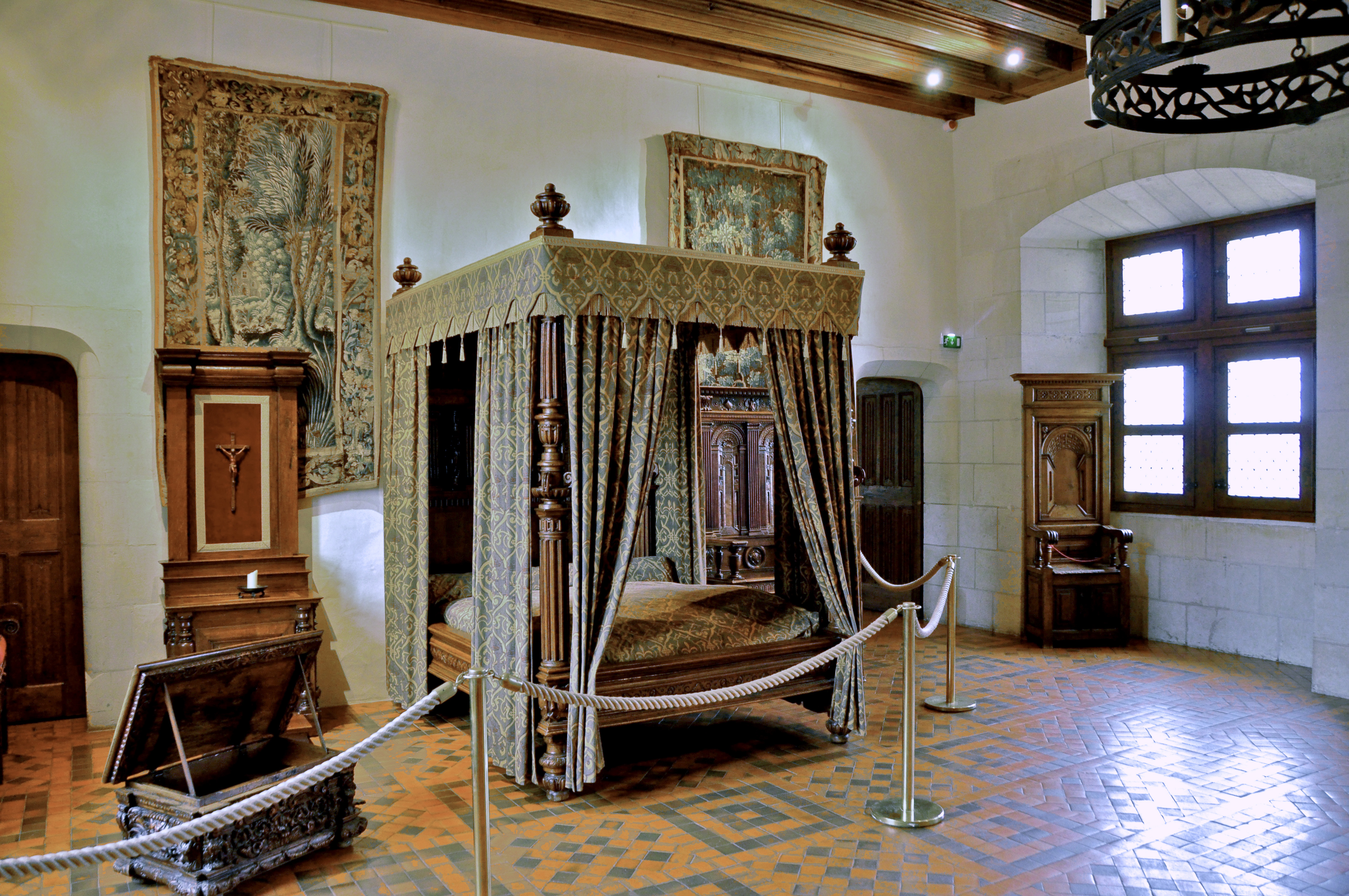
Chambre de Henri II.
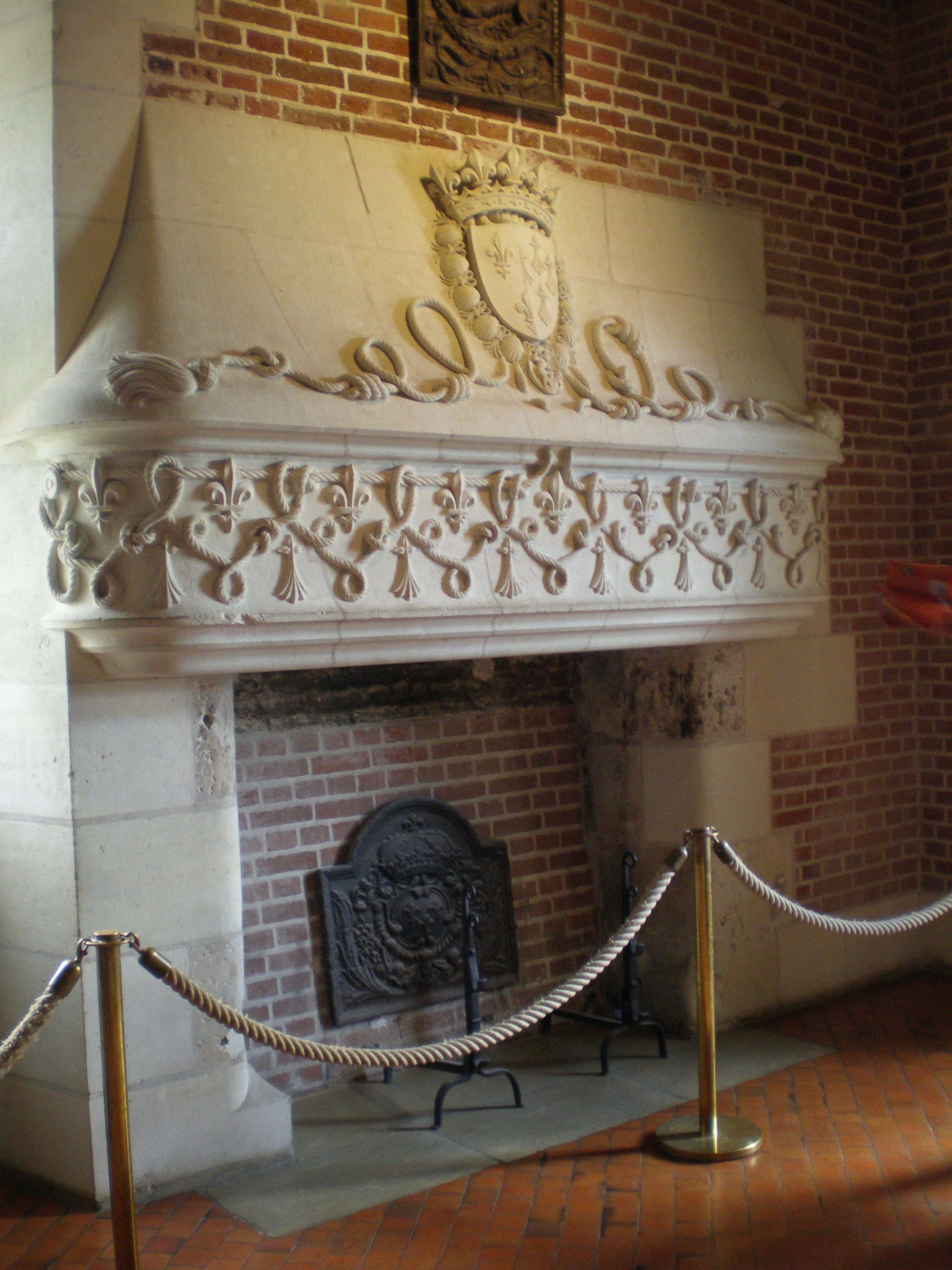
Antichambre de la Cordelière, cheminée.
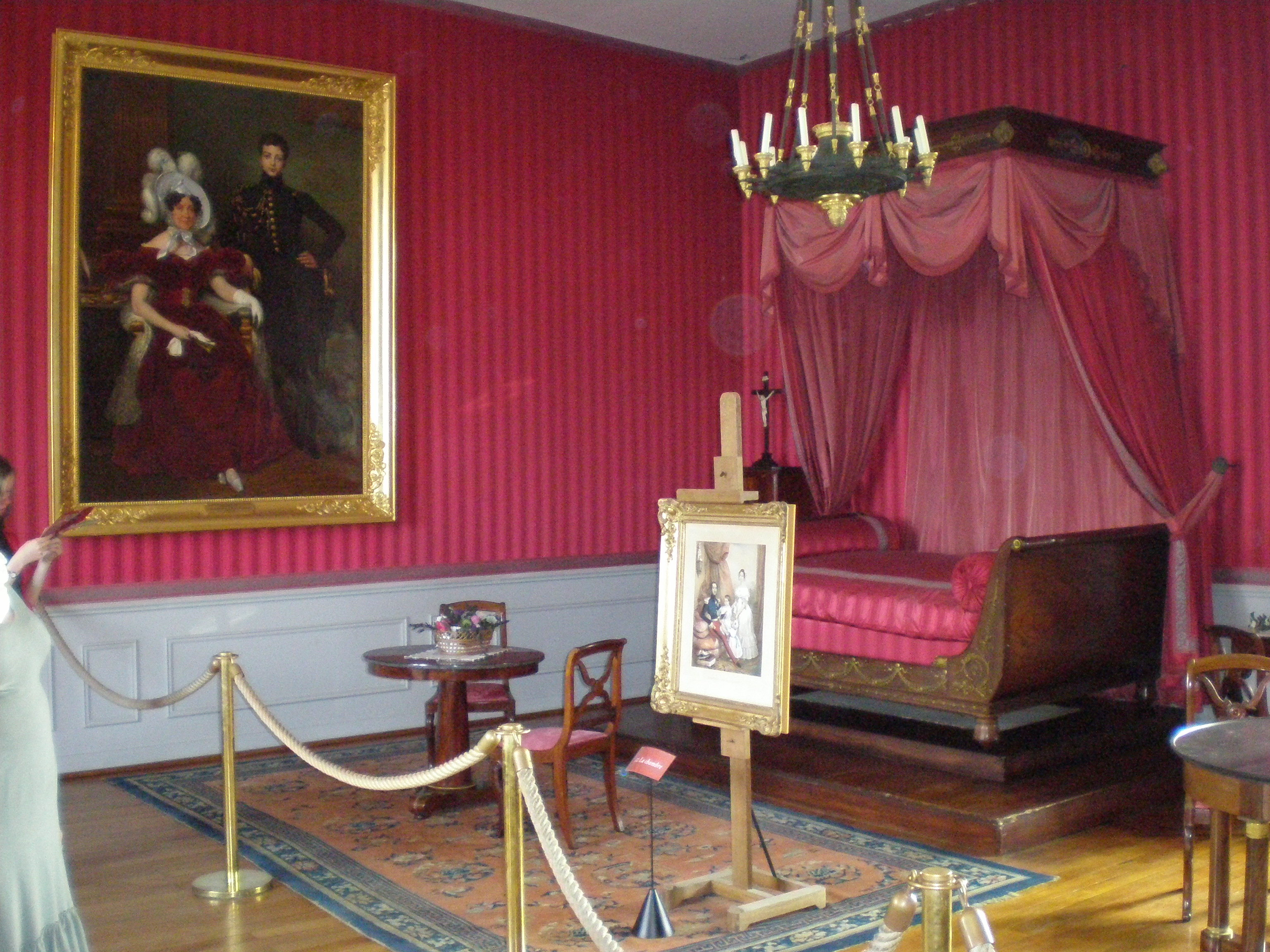
Lit en bateau .
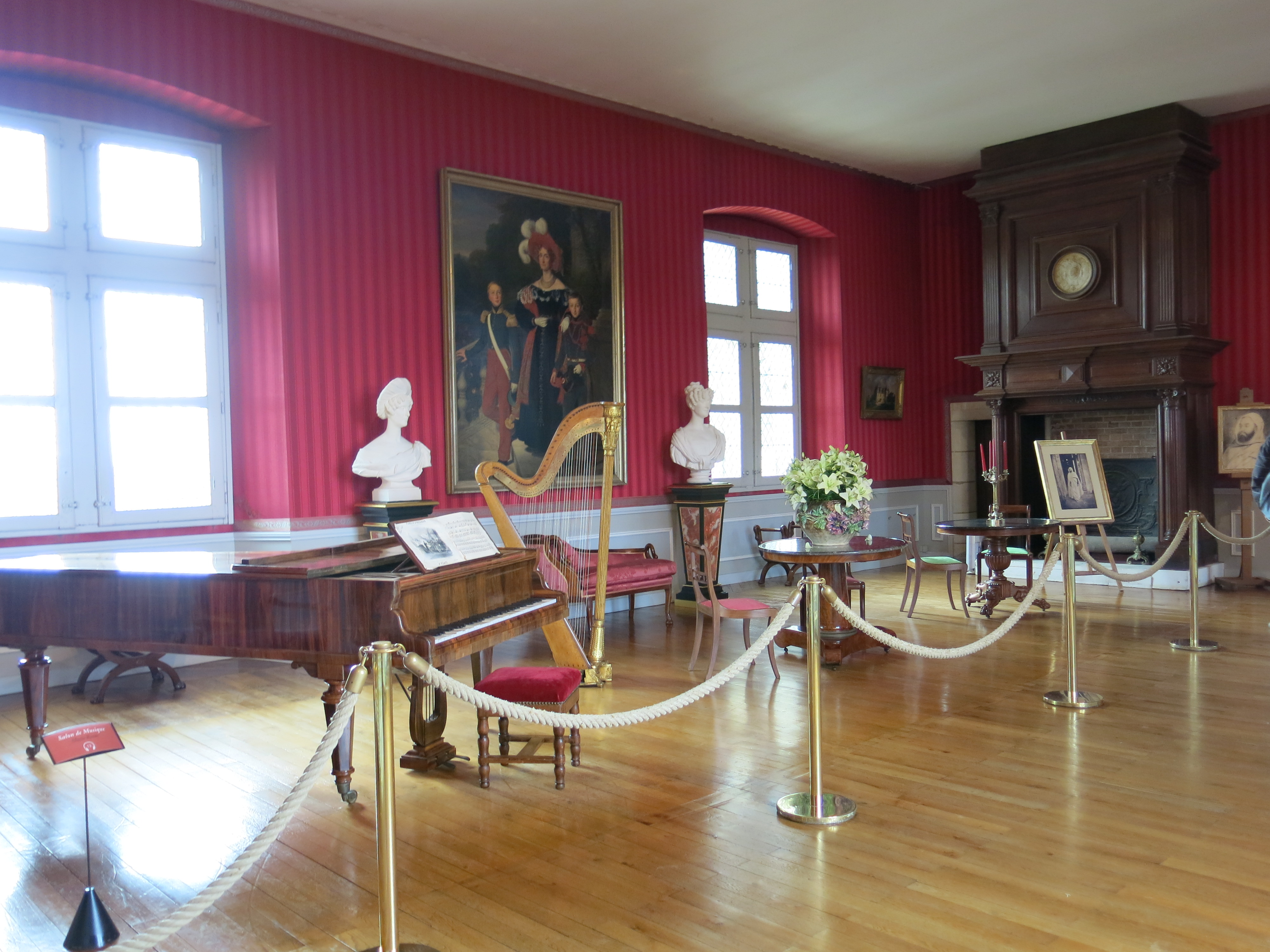
Salon de musique.

## Jardins

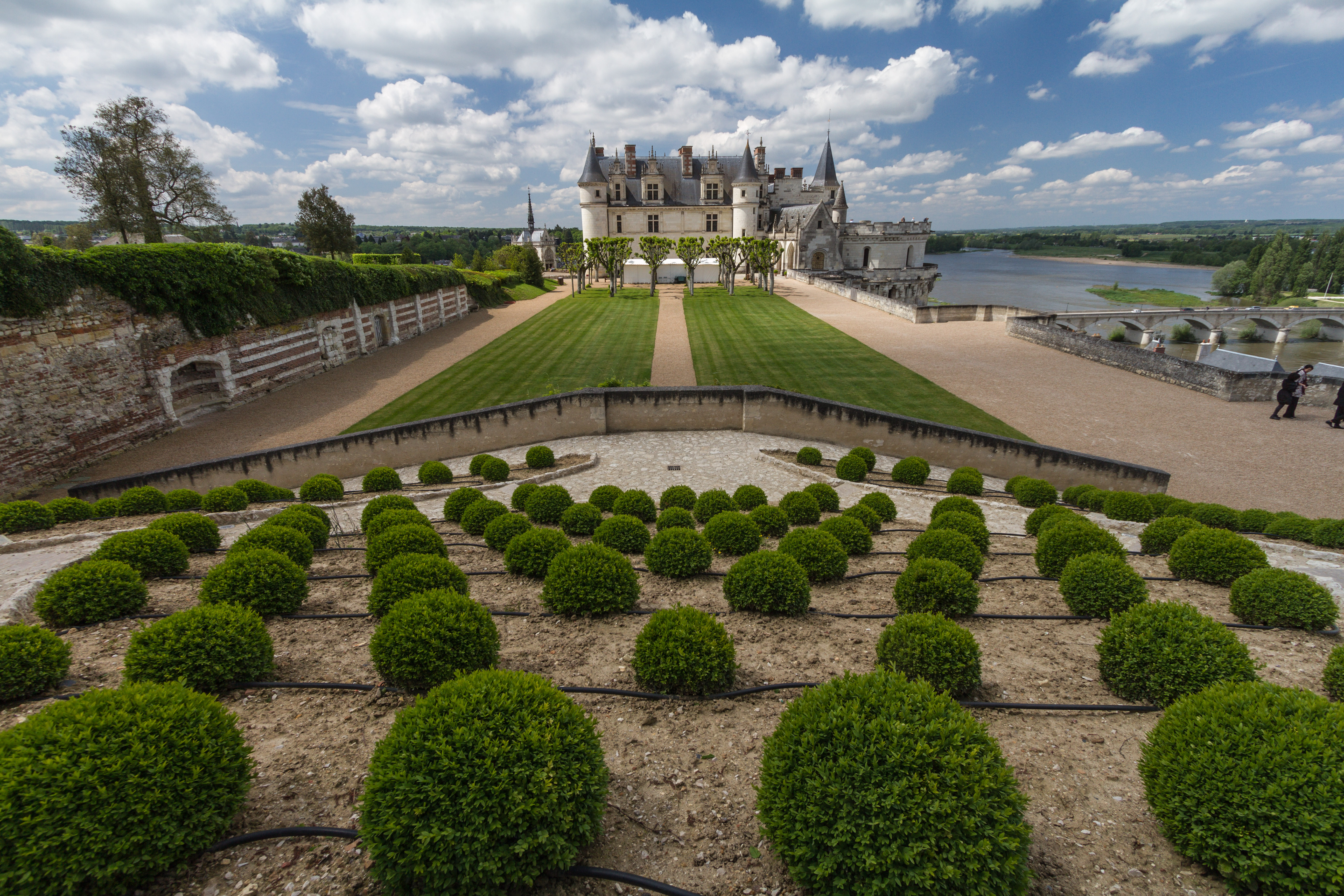
Les jardins et le château.

Plusieurs jardins agrémentent l'aménagement extérieur du château.

### Terrasse de Naples
Située à la gauche de la galerie d'Aumale, cette terrasse présente trois belvédères qui dominent la Loire. Elle accueille un jardin Renaissance à la fin du XVe siècle, réalisation de Dom Pacello da Mercogliano. Le jardinier innove en ouvrant des fenêtres sur le paysage, dérogeant ainsi à la tradition médiévale du jardin clos.

### Les jardins paysagers

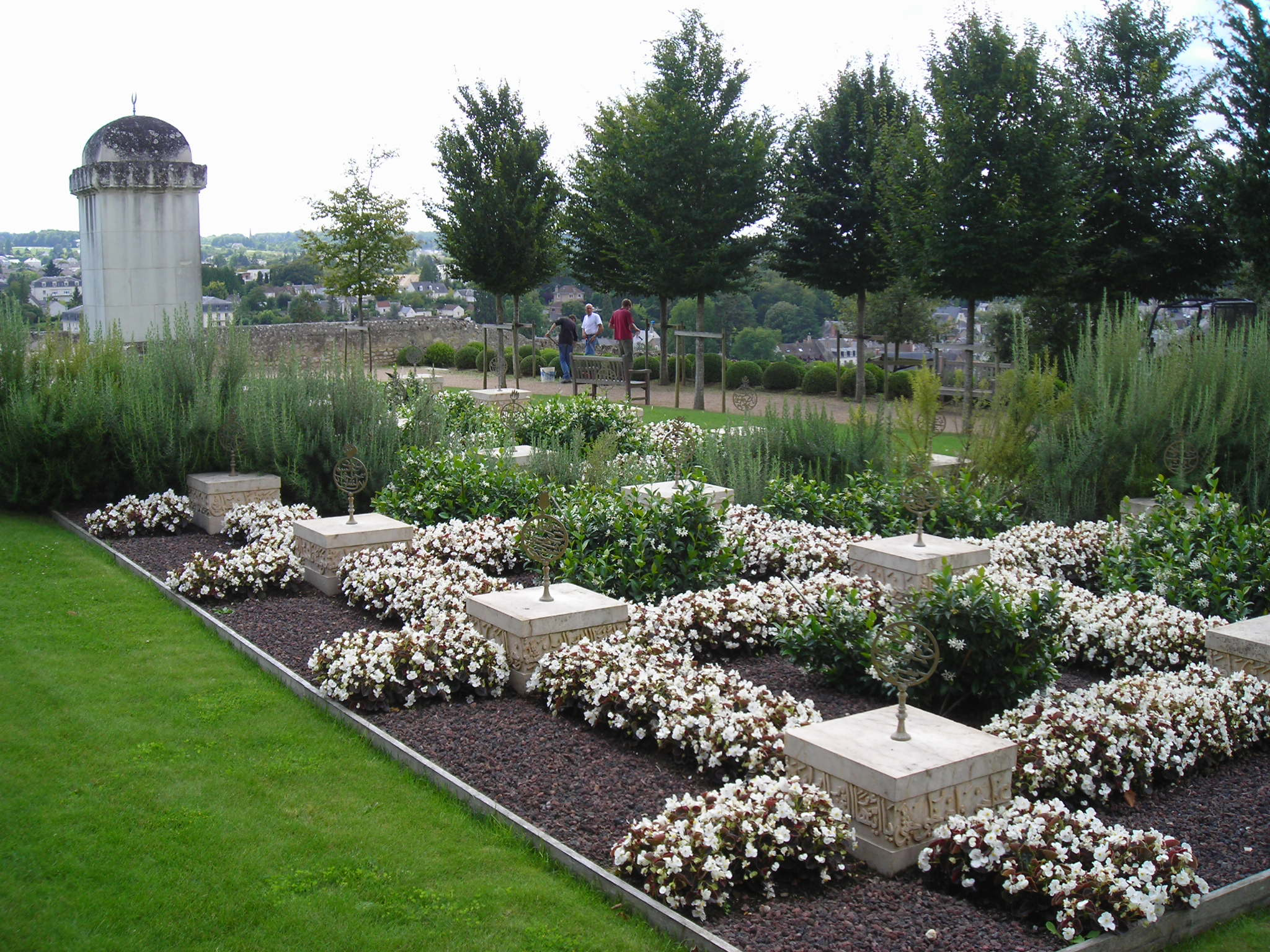
Le jardin oriental et le monument à Abd-el-Kader.

Un aménagement paysager orienté vers le sud est constitué d'allées bordées de chênes-verts, de buis, de cyprès et de vignes de muscat. Il est prolongé du côté sud-est par le jardin d'Orient, conçu en 2005 par Rachid Koraïchi en l'honneur des compagnons de l'émir Abd el-Kader morts durant leur captivité. Une allée orientée vers la Mecque traverse l'alignement des stèles.

### Buste de Léonard de Vinci

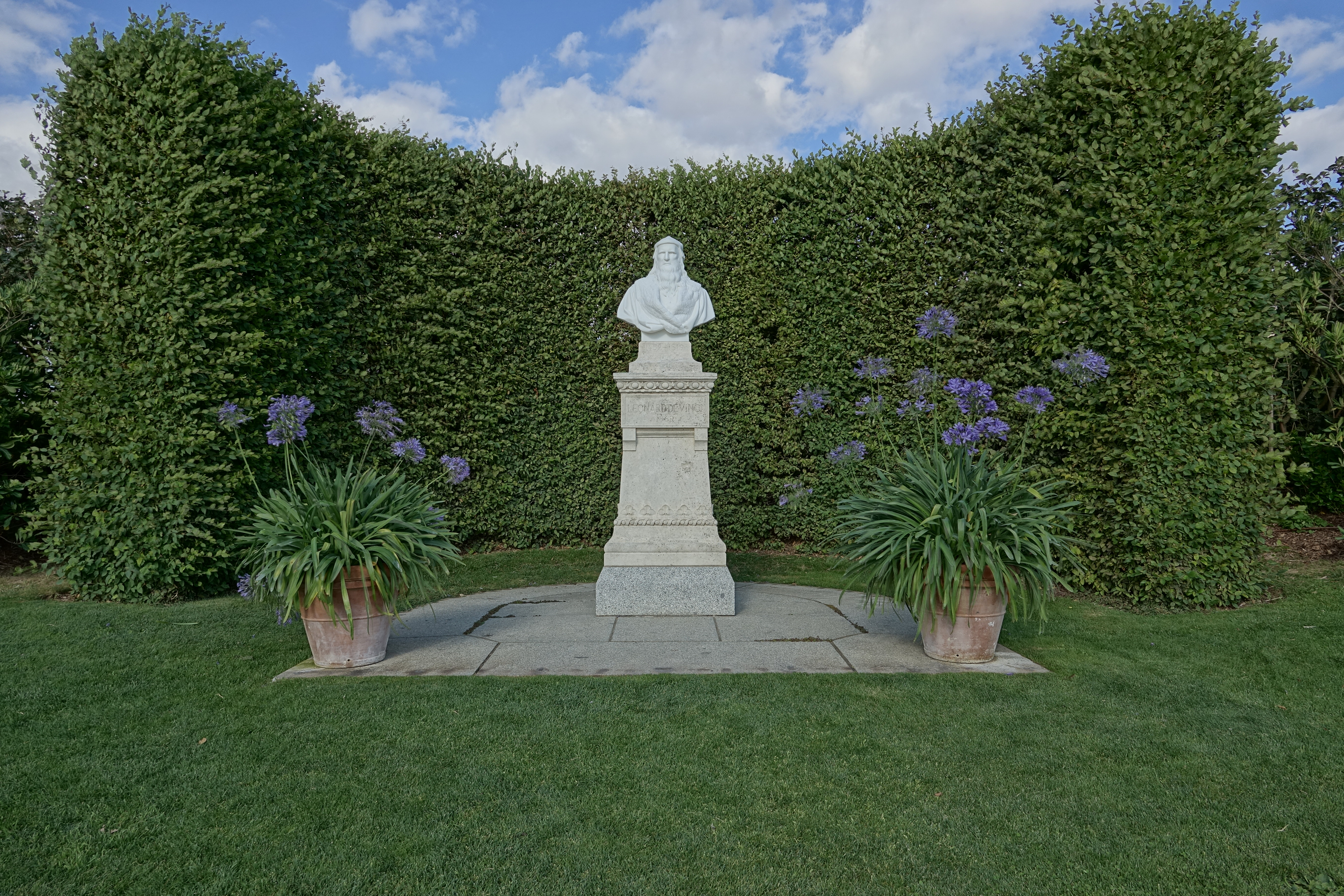
Buste de Léonard de Vinci.

Un buste de Léonard de Vinci est érigé à l'emplacement de la collégiale Saint-Florentin, édifice roman du XIe siècle détruit vers 1807, où l'artiste est mort en 1519.

## Culture populaire
L'hôtel Château Marmont de Los Angeles fut construit sur le modèle du château d'Amboise.
Le 17 juin 1963, la Poste a émis un timbre d'une valeur de 0,30 FRF, représentant le château d'Amboise.
Dans la bande dessinée Le Guide ou le Secret de Léonard de Vinci (tome 18 de la série Les Aventures de Vick et Vicky) de Bruno Bertin (Éd. P'tit Louis, 2012), un ouvrier qui travaille dans une chambre du Clos Lucé découvre une petite boite de métal dans un mur. Des enfants qui se rendent en Touraine pour faire un exposé tombent sur cette boîte… L'histoire, qui se déroule à Amboise, au château d'Amboise et au château du Clos Lucé, sert de prétexte à la découverte de Léonard de Vinci, d'Amboise et de ses monuments historiques. La bande dessinée est déclinée en roman jeunesse par Eve-Lyn Sol (Éd. P'tit Louis, 2013).